# Renaixement nacional de Romania

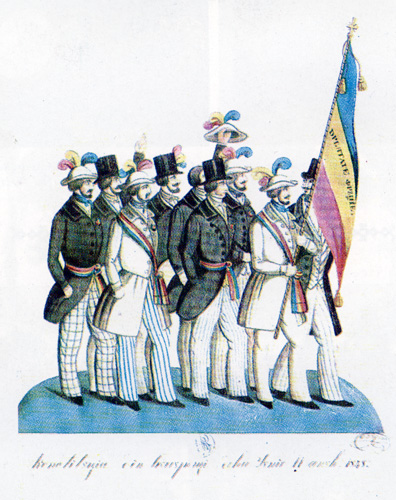
Un cartell de la Revolució de 1848 a Romania. És la primera evidència de l'ús de la tricolor romanesa.

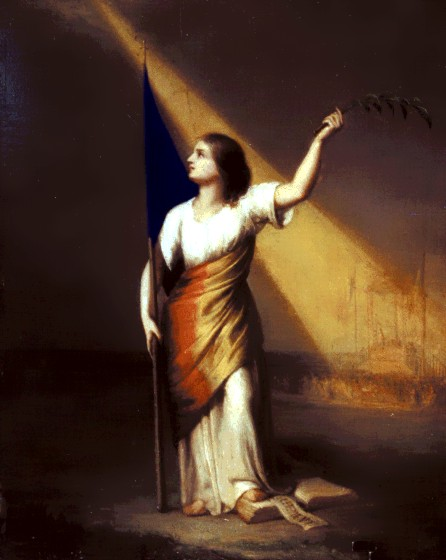
"Romania trenca els seus grillons en el Camp de la Llibertat", pintura de Constantin Daniel Rosenthal (c. 1850)

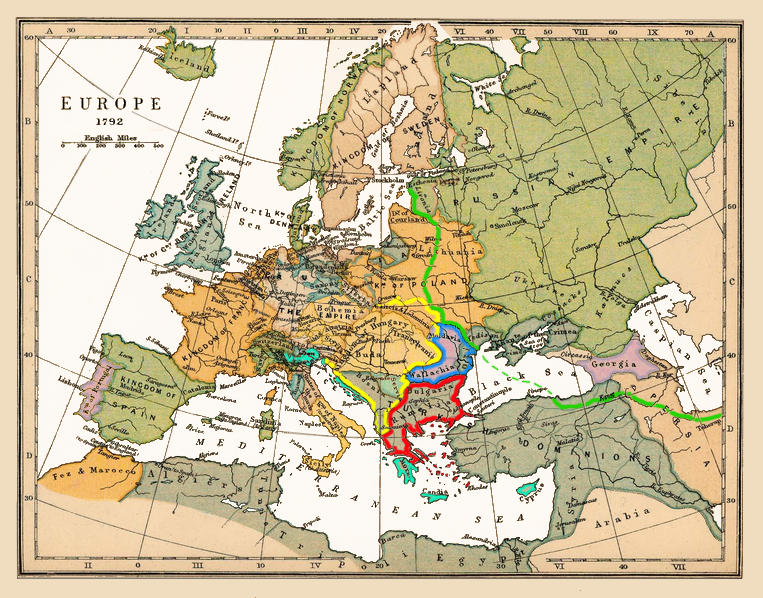
El «projecte grec» de Caterina II de Rússia sobre l'Imperi Otomà: en vermell, «Imperi Neobizantí» del seu net Constantí, en blau, el «Regne de Dàcia» de Grigori Potiomkin, en groc, compensació per a l'Imperi Habsburg, en blau-verd per a Venècia.

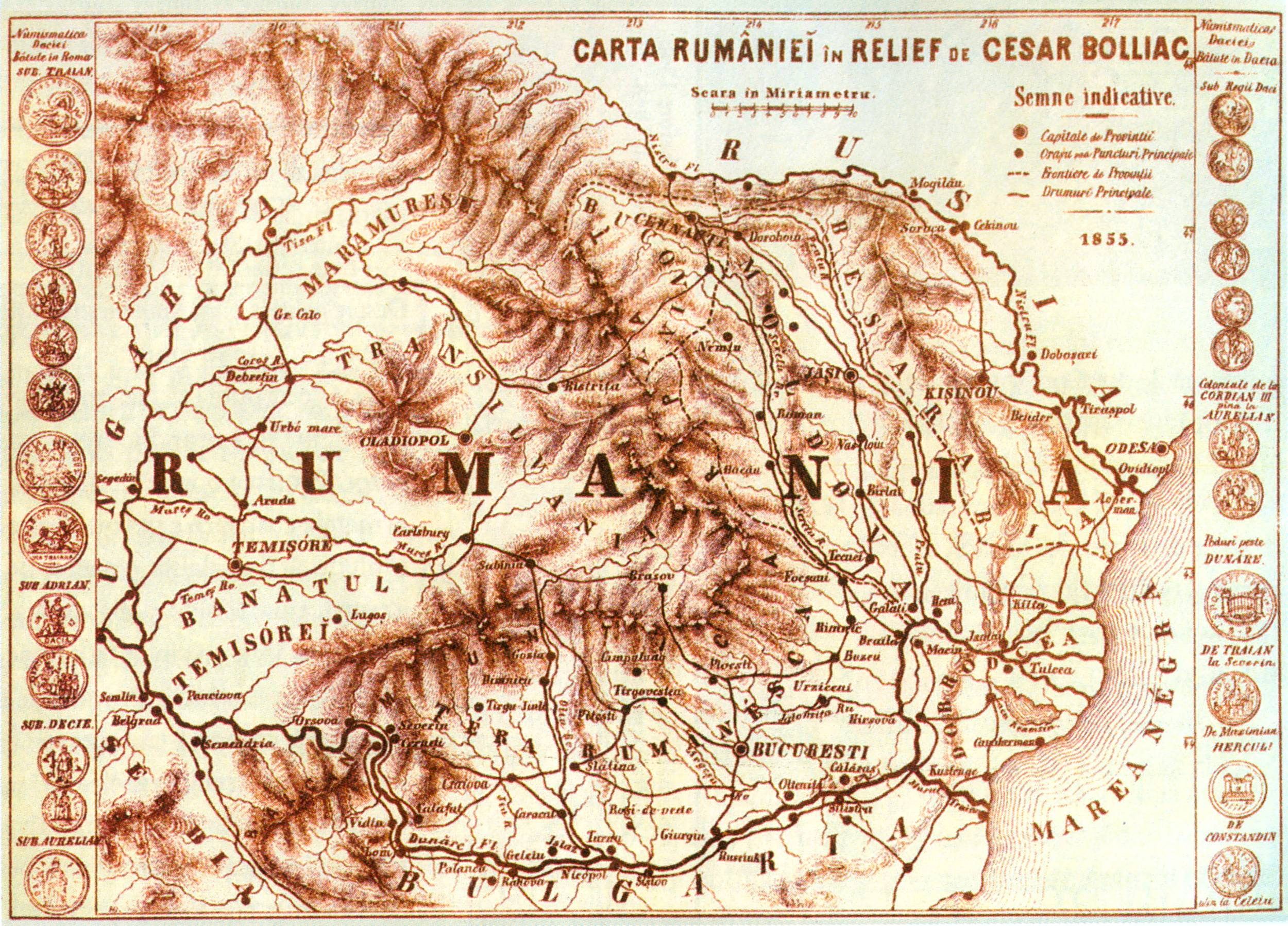
Romania vista per Cezar Bolliac, un líder de la Revolució romanesa de 1848. El mapa està datat al 1855.

La renaixença o renaixement nacional romanès (en romanès: Renașterea națională a României), o de vegades, renaixença nacional i cultural (en romanès: renașterea națională și culturală) són uns termes que s'utilitzen en la cultura i en la historiografia romanesa per referir-se a les transformacions que es van produir en la història dels romanesos al segle xix, i que acaben amb la materialització de la idea de la unitat nacional. El terme ha estat adoptat en analogia amb el terme "Renaixement".

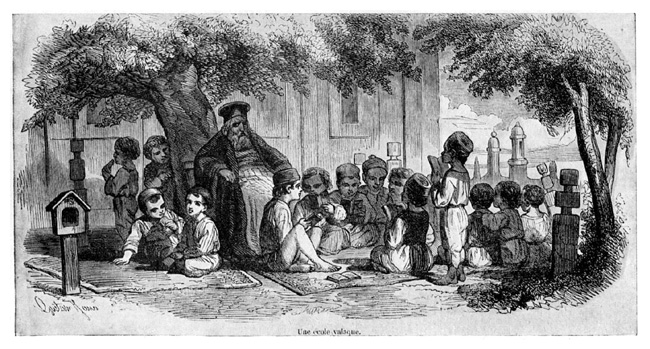
Escola a l'aire lliure a Bucarest, com ho va ser per 1842

## Premisses
A l'edat mitjana, la religió era, més que la llengua, la part principal de la identitat de les poblacions. A Transsilvània, aleshores dirigida per la noblesa hongarès catòlica, el cisma de la religió en 1054 va inaugurar una discriminació negativa de les poblacions de fidels de l'ortodòxia, és a dir, els "schei" (eslaus com els serbis, búlgars, o els rutens) i, especialment, el romanesos, que eren considerats només una "nació tolerada", tot i que constituïen la majoria de la població de Transsilvània. Les entitats polítiques, com ara el voivodat de Maramureş, fins llavors governat pe prínceps romanesos d'acord amb la "llei romanesa" (jus valachicum), es van suprimir i es van transformar en simples comtats del regne magiar.Per a ser reconeguts com a ciutadans, els "schei" i els romanesos havia de convertir-se al catolicisme. János Hunyadi és un típic exemple en aquest sentit. En algunes ciutats transsilvanes, com ara Brașov (en aquell temps la fortalesa saxona de Kronstadt), als "schei" i als romanesos ni tan sols se'ls permetia de viure dins de les muralles de la ciutat.
A començaments del segle xvi, Moldàvia i Valàquia, així com el clero romanès, magistrats i erudits de Transsilvània i de les terres veïnes (Banat, Zărand, Bihor, Satu Mare, Oaș, Maramureș) es van decantar progressivament des de l'eslau eclesiàstic o eslavònic (eclesial i erudit), una herència de l'obediència religiosa ortodoxa als patriarques sud-danubians (Peć o Trnovo), fins a la llengua romanesa, fins aleshores popular i no oficial. Al segle xix el procés es va estendre a l'escriptura, i l'alfabet ciríl·lic va ser substituït gradualment pel llatí.
L'Imperi Otomà va començar al segle xviii a designar com a governants els fanariotes (és a dir, els cristians grecs que estaven sota control otomà i originaris del barri de Fanar d'Istanbul) tant a Moldàvia com al País Romanès (Valàquia). La raó principal d'aquesta decisions de política exterior de l'Imperi Otomà era assegurar-se que alguns episodis, com ara les polítiques independents i pro-europees dutes a terme per Dimitrie Cantemir o Constantin Brâncoveanu no es tornessin a repetir. En essència, aquesta intervenció en els afers interns de Valàquia i Moldàvia significava un augment del control sobre el principats romanesos Nogensmenys, cal destacar, en primer lloc, que el primer sistema escolar organitzat va ser fundat pels fanariotes, i tot i que l'educació superior es realitzava sovint en grec, a l'escola primària es feia servir el romanès. Les primeres escoles apareixen el 1561 a Cotnari (Moldàvia), el 1603 a Târgoviște, el 1688 a Bucarest (Valàquia), el 1707 a Iași a Moldàvia, i el 1795 a Alba Iulia (Transsilvània) En aquestes institucions, la consciència de pertànyer al mateix poble s'estén entre els erudits i també en cercles cada cop més amplis de la població romanesa.
A la fi del segle xviii, l'emperadriu Caterina II de Rússia va concebre en la guerra entre Rússia i Turquia de 1768-1774 el projecte de rebutjar l'Imperi Otomà a l'Àsia Menor i restablir un nou imperi ortodox "bizantí" als Balcans, amb la seva capital a Constantinobleper al seu net Constantí, mentre que els principats romanesos formarien un "Regne de Dacia", el rei del qual seria el favorit de la tsarina Grigori Potiomkin. L'Imperi Habsburg hauria rebut com a compensació Bòsnia, Sèrbia i Albània, i la República de Venècia hauria recuperat La Morea, Creta i Xipre. Aquest projecte va fracassar, però es va estendre entre les elits polítiques i les poblacions cristianes de l'Imperi Turc i de Valàquia amb l'esperança de deslliurar-se de la dominació otomana i d'establir o reconstruir els seus propis estats.

## Romanticisme revolucionari i nacional
El romanticisme va portar a primer pla el problema nacional en els imperis europeus i, al mateix temps, va propagar la idea de l'Estat Nacional. Els imperis, com el dels Habsburg, tenien en el seu si nombroses nacionalitats: alemanys, hongaresos, txecs, eslovacs, polonesos, rutens, eslovens, italians, romanesos, croats i serbis.
Com en la majoria de països europeus, la Revolució de 1848 es va estendre a Moldàvia, Valàquia, Transsilvània, i fou clarament precedit pel moviment dels pandurs de Tudor Vladimirescu el 1821. Els objectius dels revolucionaris romanesos: la total independència per als dos primers països romanesos i l'emancipació nacional del tercer van quedar incomplerts, però constituïren la base de l'evolució posterior.
En 1859, les assemblees ad-hoc de Moldàvia i Valàquia, aprofitant una llacuna en el document redactat per les "Grans Potències" pel que fa als països romanesos, van triar el mateix governant - Alexandru Ioan Cuza, malgrat l'oposició d'aquestes Grans Potències. Per aquesta doble elecció (el 5 de gener i el 24 de gener de 1859) van crear els Principats Units de Moldàvia i Valàquia, i formaren així una Romania sense Transsilvània (que el 1867 fou incorporada al regne hongarès per l'Imperi Habsburg, convertit durant 51 anys fins al 1918, en Imperi Austrohongarès).
L'emancipació dels romanesos a Transsilvània va continuar, però. Els romanesos van permetre l'accés a les universitats imperials, amb la qual cosa cristal·litzaven l'escola transsilvana i imposaven com a major idea política la llatinitat dels romanesos. El 1861, es va fundar l'Associació Transsilvana per a la Literatura i la Cultura del poble romanès (ASTRA) a Sibiu (en aquella època, Hermannstadt), i fou protegida pel govern local, compost majoritàriament per alemanys.

## Cronologia del naixement de Romania com una nació moderna
| 1812 - Rússia s'annexiona la part oriental de la república de Moldàvia, llavors anomenada Bessaràbia                               |
| 1829 - El tractat d'Adrianòpolis estableix el protectorat rus sobre Moldàvia i Valàquia                                            |
| 1834 - Els russos es retiren de Moldàvia i Valàquia;                                                                               |
| 1846 - Unió duanera entre Moldàvia i Valàquia;                                                                                     |
| 1848 - Revolucions fracassades als principats i a Transsilvània;                                                                   |
| Guerra de Crimea - Rússia reocupa Moldàvia i Valàquia;                                                                             |
| 1856 - Retirada parcial russa de Bessaràbia després de la Guerra de Crimea;                                                        |
| 1858 - Té lloc la Convenció de París;                                                                                              |
| 1859 - Alexandru Ioan Cuza uneix Moldàvia i Valàquia sota el seu regnat;                                                           |
| 1861 - Es funda l'Associació Transsilvana per a la Literatura i la Cultura del poble romanès (ASTRA);                              |
| 1862 - Unió formal entre Moldàvia i Valàquia per formar el principat de Romania;                                                   |
| 1867 - Formació de la doble monarquia austrohongaresa, amb un creixent domini hongarès sobre a Transsilvània;                      |
| 1918 - Després de la Primera Guerra Mundial, la "Gran Romania" incorpora Transsilvània, Bessaràbia, Bucovina, Moldàvia i Valàquia. |

## Història

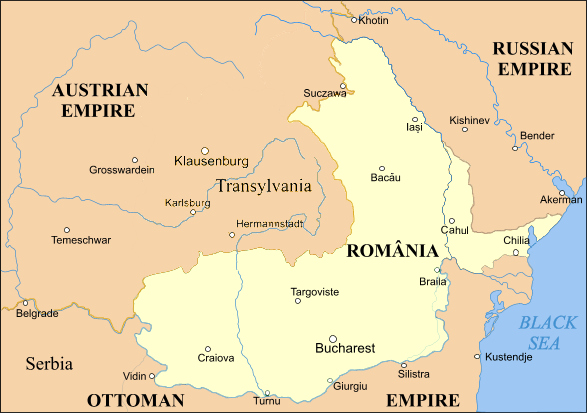
Romania abans de 1878

### Els Països Romanesos en el nou ordre europeu continental després de 1815

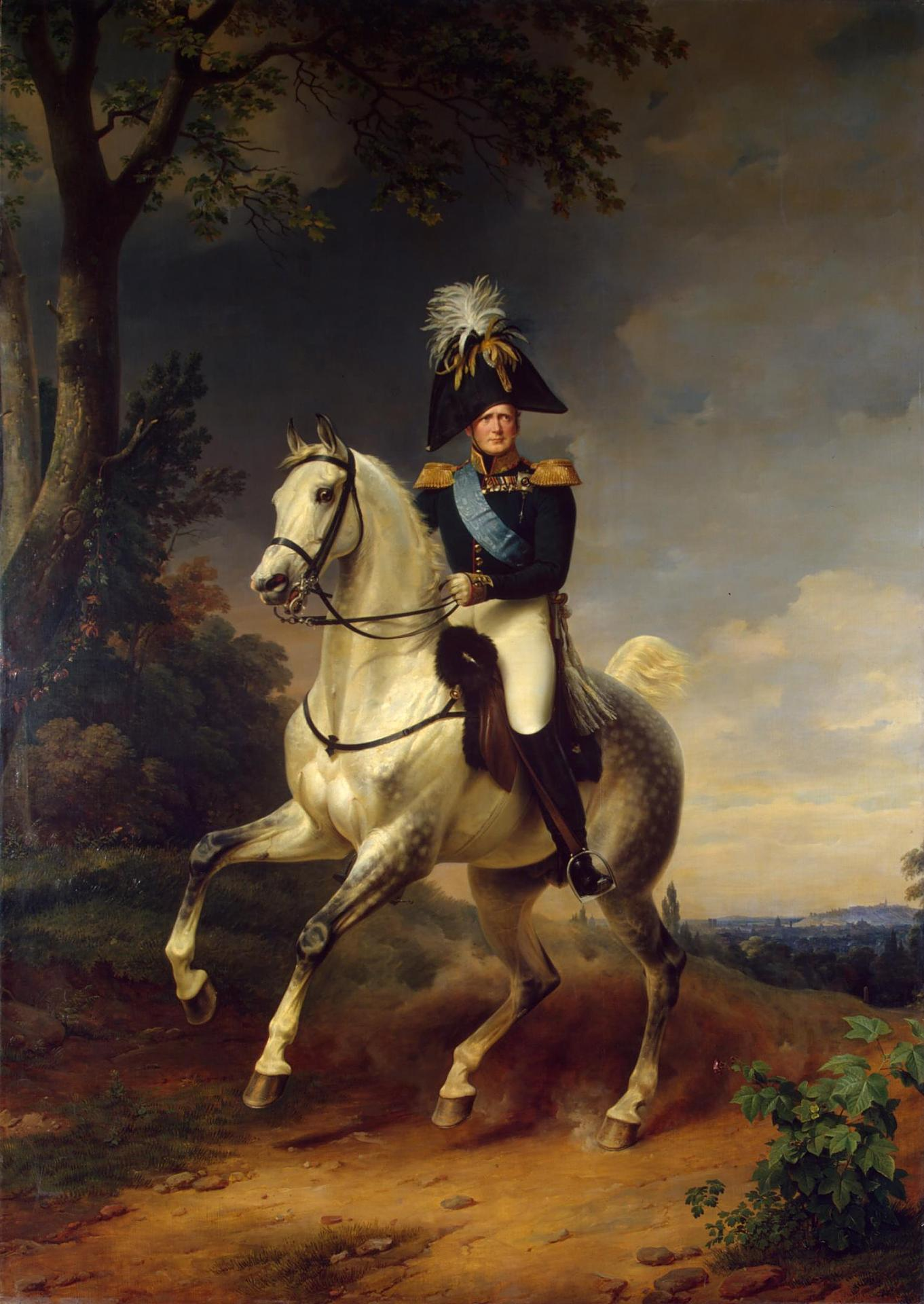
El tsar Alexandre I de Rússia

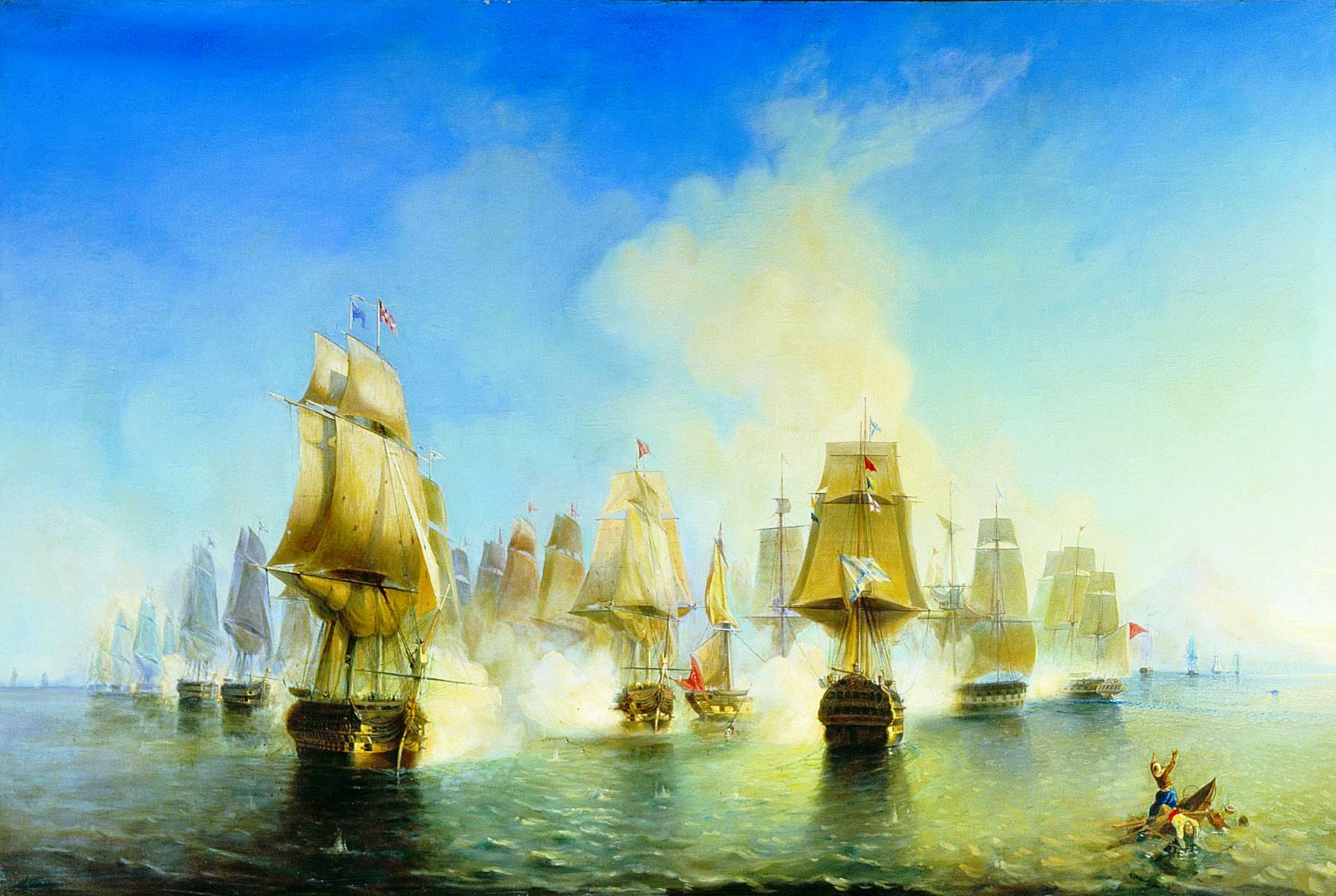
La batalla naval del Mont Atos entre turcs i russos - 1807

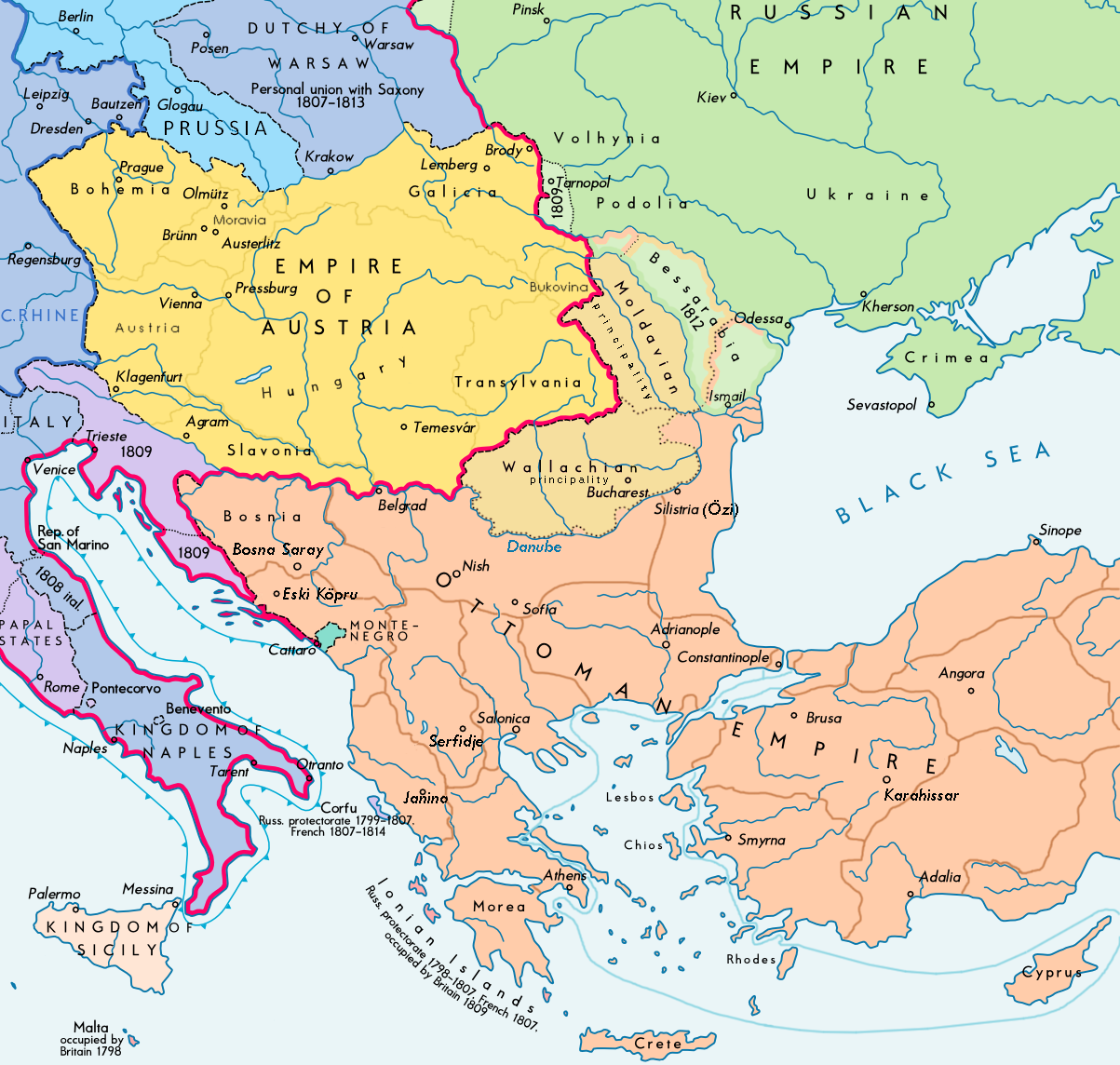
Bessaràbia cedida a l'Imperi Rus

Bandera de la Philikí Hetairía

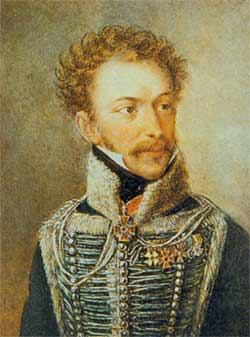
Alexandru Ipsilanti amb uniforme d'hússar rus

En 1815, el Congrés de Viena va establir un nou ordre continental, assumint els principis emesos per la Declaració dels Drets de l'Home i del Ciutadà, document emblemàtic de la Revolució Francesa, que es va convertir en el programa de lluita per l'emancipació social i nacional europea, especialment a la Península Balcànica on es manifestaren els gèrmens de la revoltes. L'opressió i l'abús social i econòmic no es podrien tolerar.
En la guerra russoturca (1806-1812), el tsar Alexandre I de Rússia va obtenir la victòria, inclosa la intenció de conquerir els dos països romanesos, Muntènia (Valàquia) i Moldàvia després dels fracassats intents del segle anterior. En témer la intervenció de Napoleó i els otomans, el tsar va acceptar l'inici de negociacions. Aquestes van començar a Giurgiu, el novembre de 1811, on la delegació enviada per Alexandre I va demostrar ser ferma a l'hora de donar suport al manteniment d'una frontera al Danubi. A la primavera de 1812, el tsar va acceptar una concessió-frontera al riu Prut. Pel tractat de Bucarest (1812), el territori entre el Prut i el Dnièster, amb Khotín i Budjak, fou incorporat a l'Imperi Rus. Budjak va passar a anomenar-se Bessaràbia.
El 1814, a Odessa, es va fundar la societat secreta (grec: Φιλική Εταιρεία Philikí Hetairía, "Societat dels Amics"). Després de rebre el suport rus, l'organització es va ampliar i va establir comitès a Grècia, els Principats, Rússia, així com a Turquia. Per atreure altres poblacions balcàniques, membres de la Philikí Hetairía es van unir als búlgars, els serbis i els romanesos. En els Principats, van tractar d'atreure's el suport dels senyors fanariotes, però també de boiars locals com Grigore Brâncoveanu.
El 1820, el fill de Constantin Ypsilantis, Aléxandros Ypsilantis, fou elegit administrador ("epitrop") general suprem d'Eteria; educat en l'esperit de l'aristocràcia russa, va esdevenir general de l'exèrcit rus en la guerra contra Napoleó.
Els últims anys del règim dels fanariotes foren extremadament empobridors per a Països Romanesos, especialment durant els regnats de Ioan Caragea i Alexandru Şuţu. Per obtenir el caftà reial, Caragea va haver de pagar més de 4 milions de peces d'or, i a Şuţu li va costar 5 milions la seva arribada a Bucarest. Com que les enormes sumes havien de ser recuperades, la càrrega impositiva va recaure sobre la població del principat. Els moviments de protestes locals i disturbis, així com les accions dels proscrits van augmentar en nombre (com el famós proscrit, Iancu Jianu).

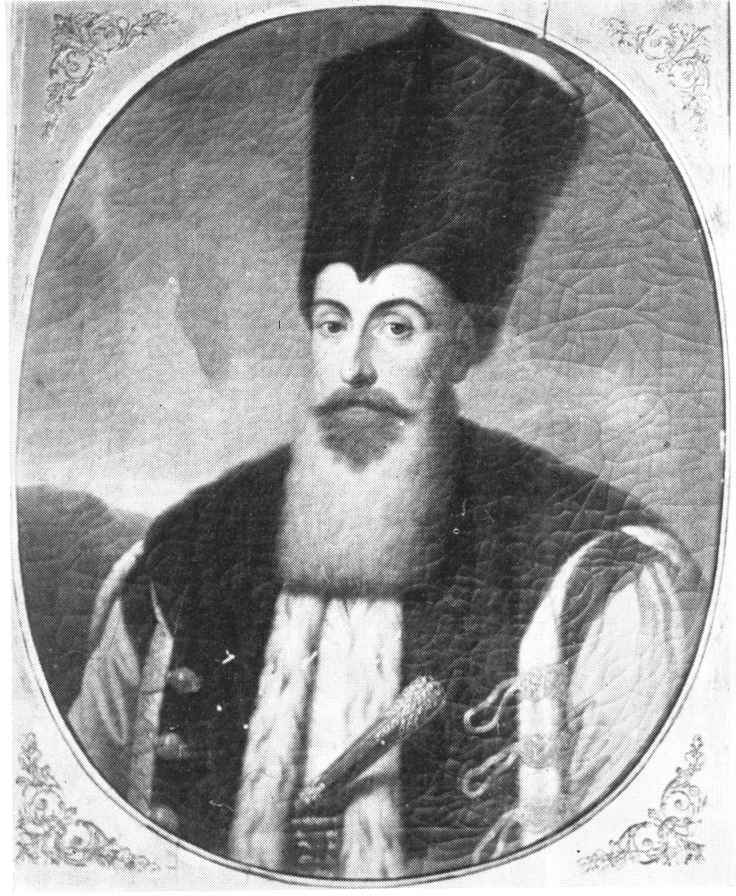
Ion Vodă Caragea
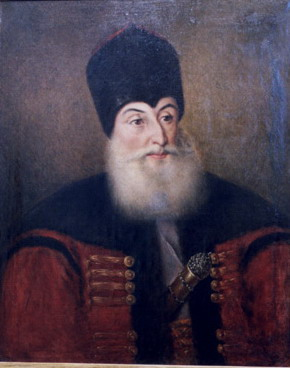
Alexandru Sutu

### La revolta de 1821

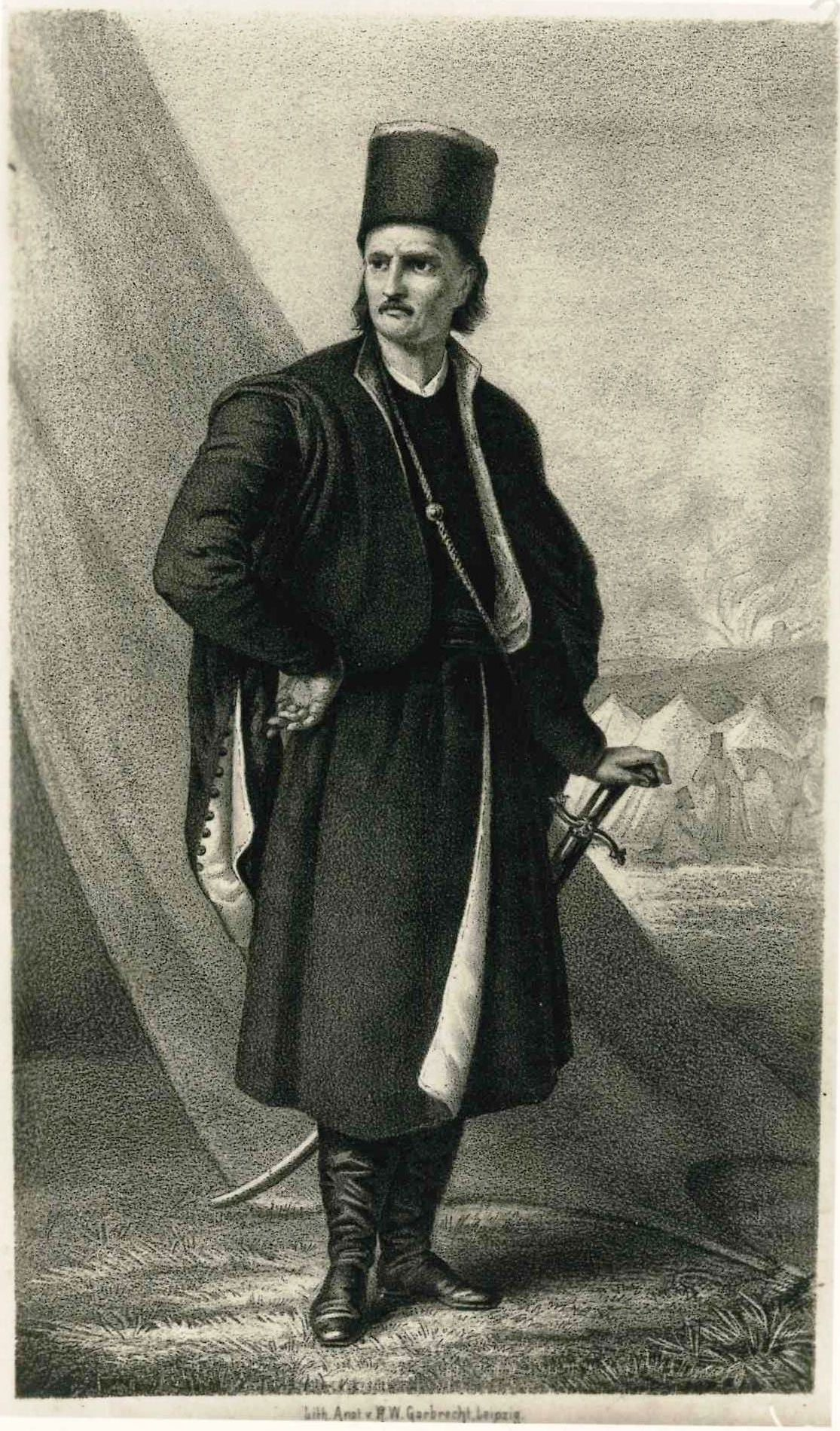
Tudor Vladimirescu

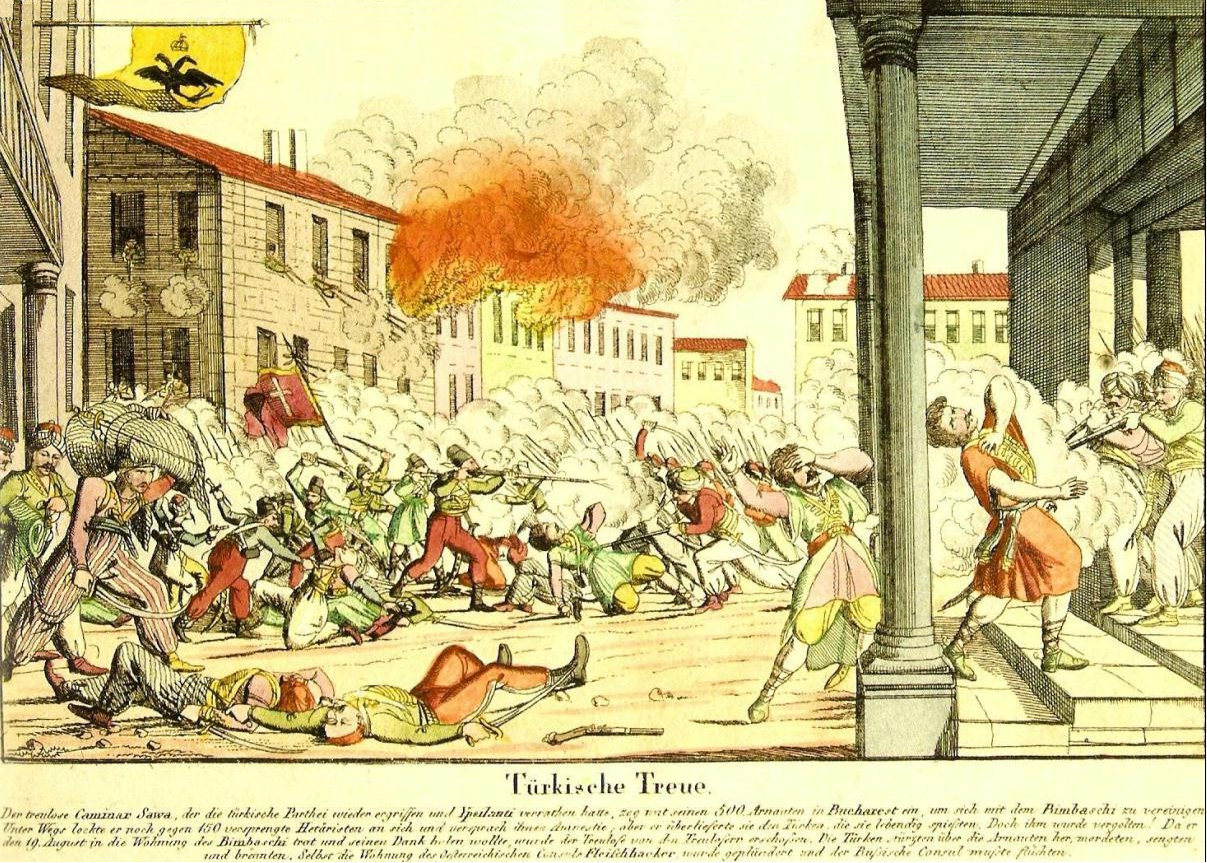
Combat a Bucarest entre els rebels d'Eteria i tropes otomanes, 1821

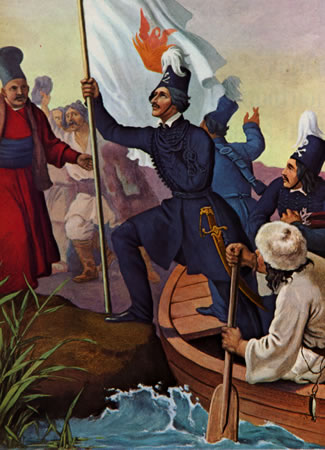
Alexandru Ipsilanti passa el Prut, en el seu camí cap a Iași

Tudor Vladimirescu va néixer a la vila de propietaris lliuresde Vladimiri, província de Gorj, l'any 1780. Fou sorprès pel boiar Ioniţă Glogoveanu quan tractava de gargotejar paraules amb un bastó al gebre caigut sobre l'herba, es convertí en el seu protegit, i d'ell va aprendre grec, càlcul i administració de terres. Va estar a càrrec de les terres i del comerç de bestiar. En 1814-1815, es va traslladar a Viena per liquidar l'herència de l'esposa de Nicolae Glogoveanu (fill de Ioniță Glogoveanu)mort a Viena, i tornar amb ella al país.
A l'edat de 18 anys, es va unir als pandurs, un cos d'exèrcit fundat al segle xvii al sud d'Hongria. Va participar en la guerra entre Rússia i Turquia de 1806-1812 i va ser destacat per la seva valentia. Va ser recompensat amb l'Orde de Sant Vladimir de tercer grau.
Mentrestant, el príncep Alexandru Şuţu estava malalt, i els boiars va aprofitar l'oportunitat i es van reunir en un Comitè de govern, disposats a actuar per eliminar el règim dels fanariotes en lloc d'enviar peticions a la Sublim Porta. El 15/27 de gener de 1821, el Comitè va encomanar a Tudor Vladimirescu el lideratge de la rebel·lió. Tudor va sortir de Bucarest i es dirigia a Oltènia per implementar plans dels boiars i les promeses dels eteristes, amb qui havia signat un pacte.
El 23 de gener/ 4 de febrer, Tudor va llançar la Proclamació de Padeș, una crida ardent al cessament dels lligams feudals. El seu contingut excessivament revolucionari feu entrar en pànic els boiars i va decidir enviar tropes per aturar l'antic aliat, sota l'acusació d'inquietar i seduir la gent. Va emetre les demandes del poble romanès, destacant el propòsit de la revolució de 1821, per tal de posar fi a la ingerència de poders estrangers en els afers interns del país, així com a dur a terme reformes. Insistí en l'establiment d'un estat civil, un governant de la terra, triat per clergues i boiars. Tudor tingué l'audàcia d'anunciar al ministre Nicolae Vacarescu, que era el responsable d'aturar la rebel·lió, les seves intencions en relació amb l'aixecament. Els rebels, sota el seu comandament, es dirigiren cap a Bucarest. El 16 de març es trobaven a Bolintinul din Vale, on Tudor adreçà una nova proclama als habitants de la capital.
Va ser acollit amb entusiasme per la gent de Bucarest. El 21 de març de 1821, Tudor va entrar al carrer de Rahovea muntat a cavall. Però Alexandru Ipsilanti, encapçalat per un exèrcit de grecs, montenegrins, búlgars i serbis, va arribar a la capital. Les indisciplinades forces etèriques van provocar insatisfacció entre la gent de Bucarest, i Tudor els va demanar que abandonessin Valàquia.
L'antic aliat no va tenir en compte els acords signats i va continuar el complot. El 21 de març, Tudor va ser arrestat a la mansió Goleşti, i la nit del 27 al 28 de maig, a Târgovişte, acusat de col·laborar amb els otomans, fou executat.
Aliat, no es van tenir en compte els acords signats i va seguir la trama. El 21 de març, Tudor va ser detingut a la mansió al Buit, i en la nit del 27 i 28 de maig, a Târgovişte, càrrec que ha treballat amb els otomans, va ser executat.

### Els governs de la terra i els governs del reglament (1821-1834)

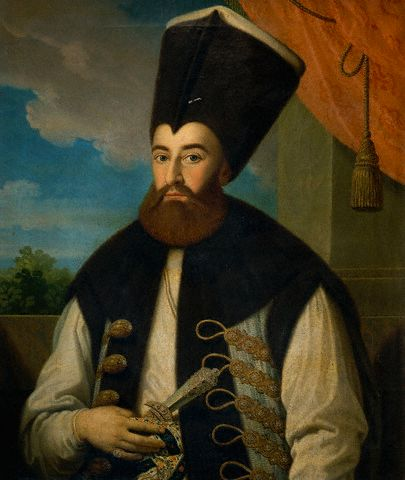
Grigore Dimitrie Ghica
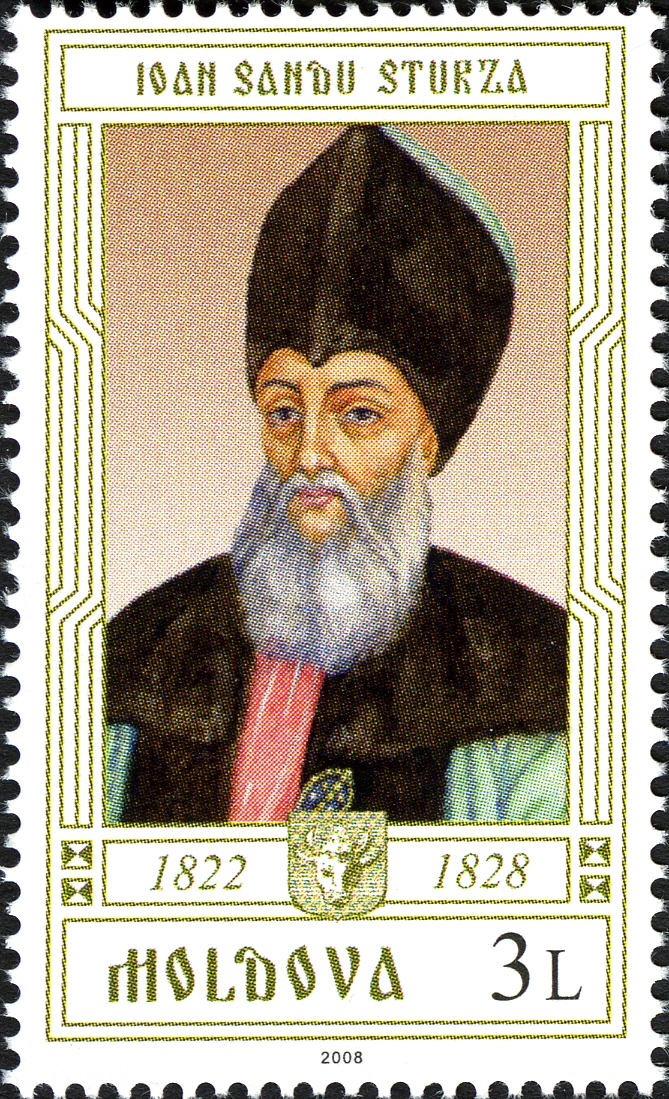
Ionita Sandu Sturdza

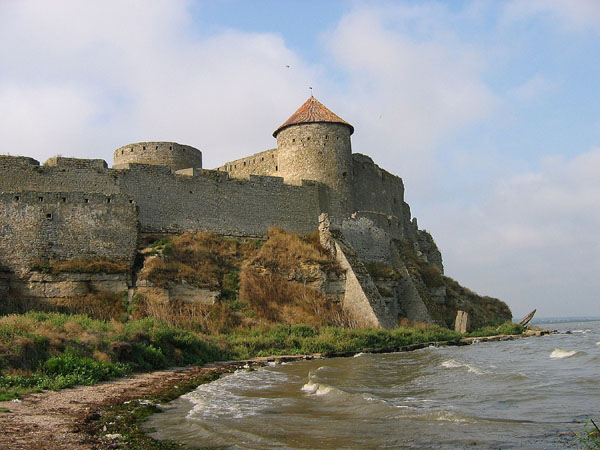
Bílhorod-Dnistrovski, on es va signar la convenció d'Akkerman

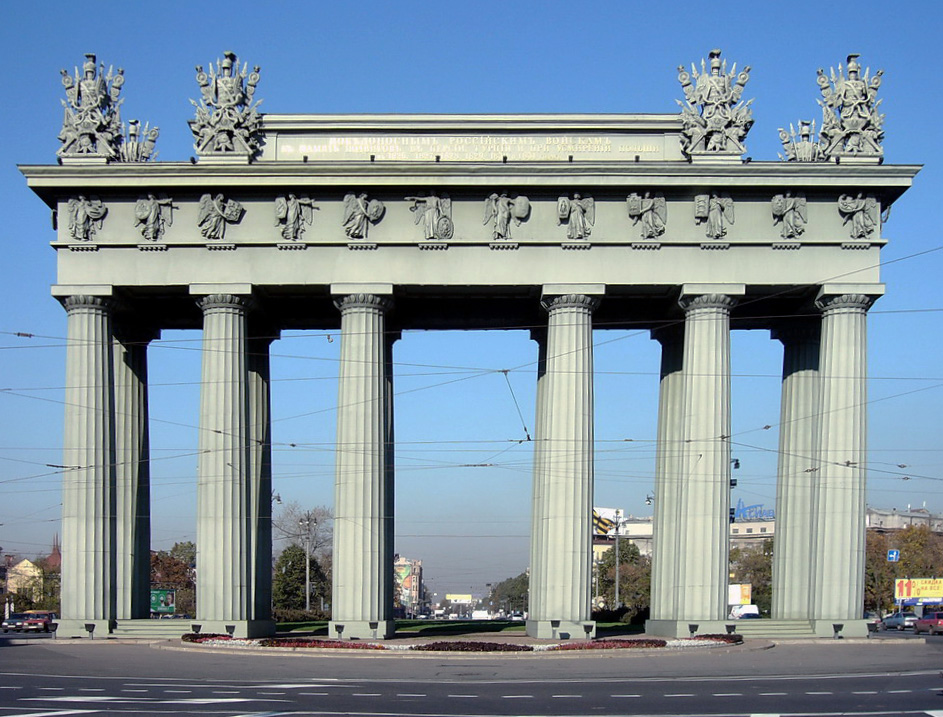
Arc de triomf, a Moscou en commemoració de la victòria de Rússia en la guerra amb l'Imperi Otomà el 1828-1829

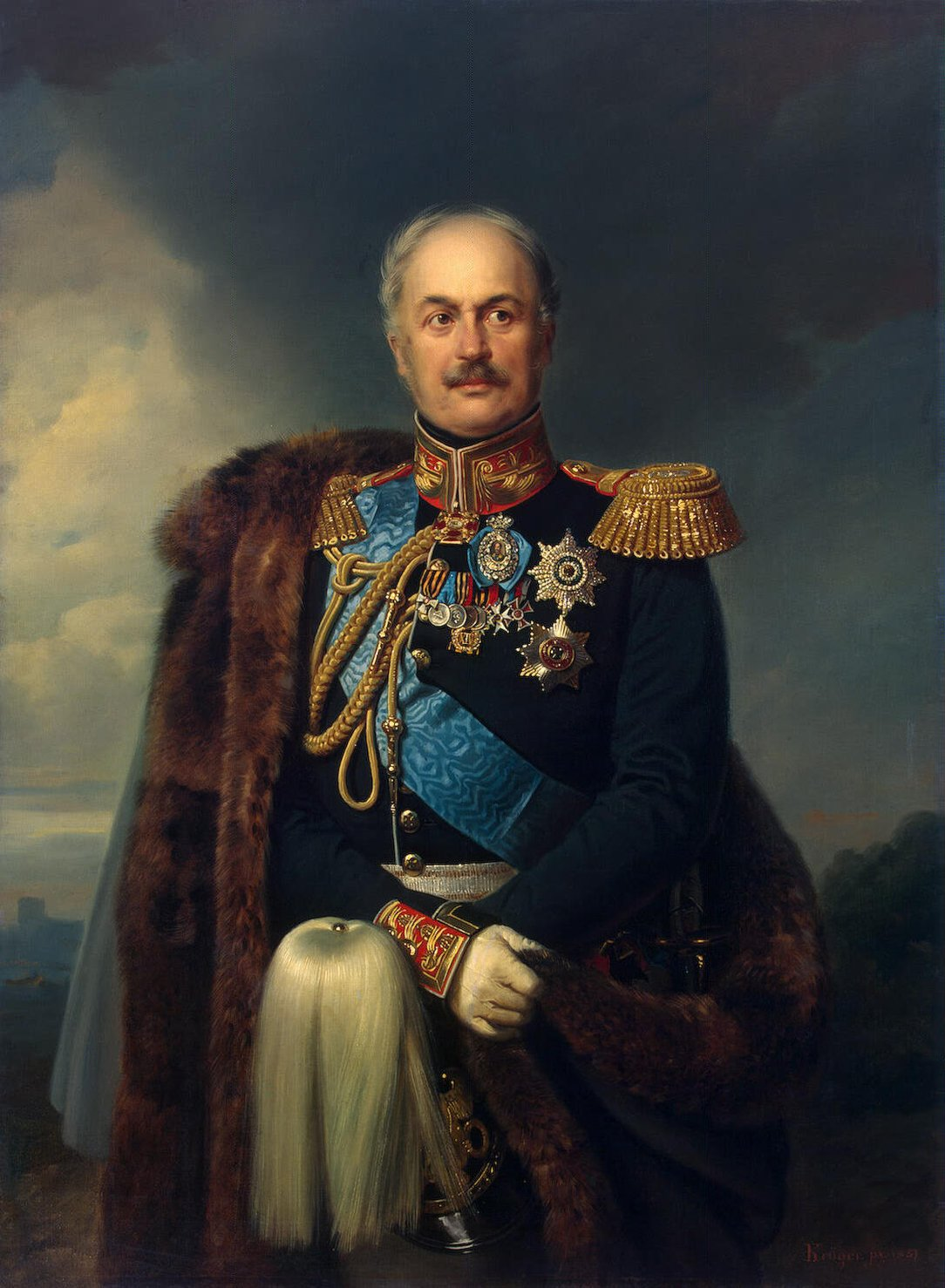
El general rus Pàvel Kissiliov

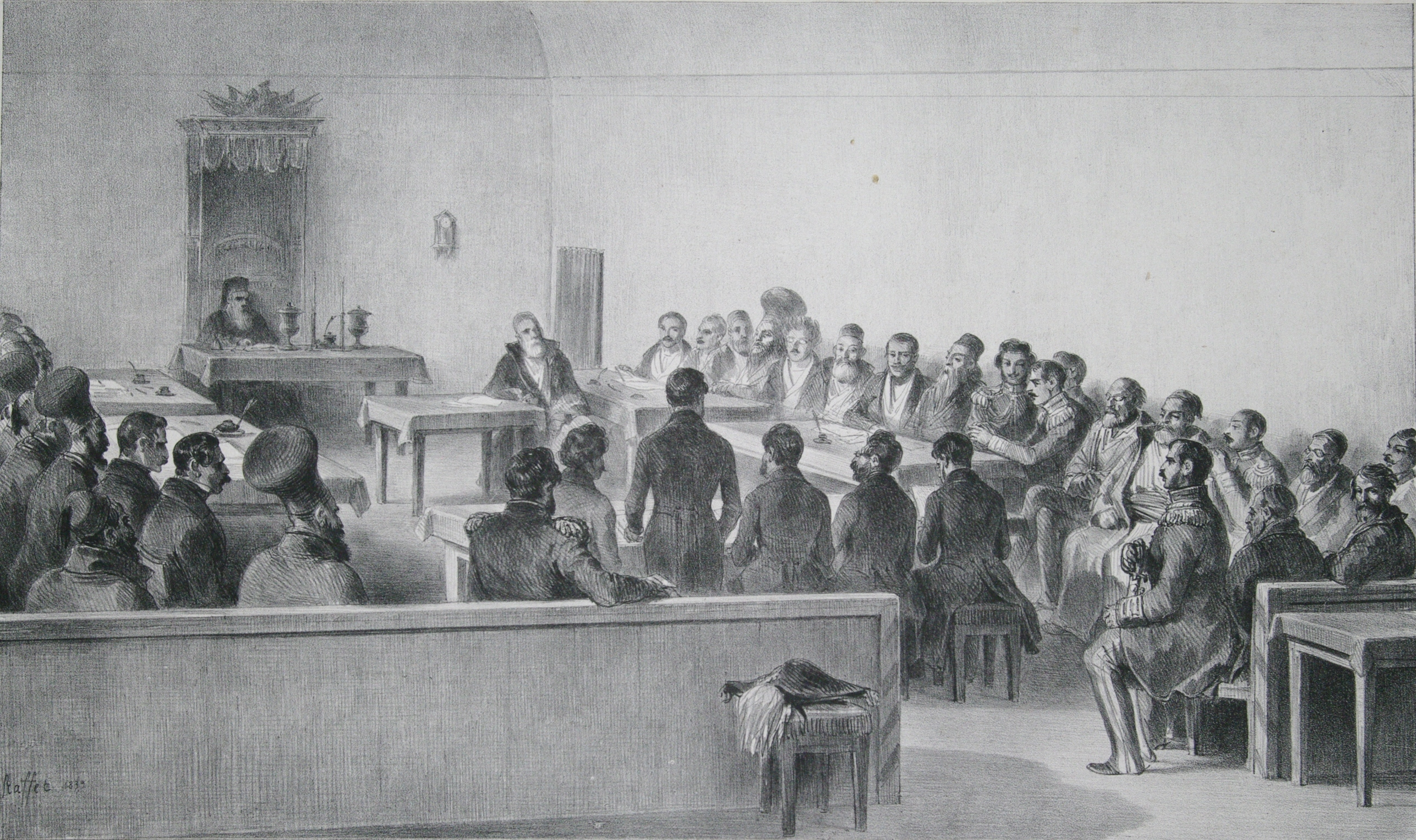
Assemblea pública, 1837

Després de derrotar la rebel·lió de 1821 i la liquidació d'Eteria, els exèrcits russos es van quedar als Països Romanesos. La situació no era del gust de la Sublim Porta, i per tenir millors relacions amb els boiars del país i mantenir l'autoritat als Països Romanesos, va decidir tornar als governants de la terra.
Grigore IV Ghica i Ioniţă Sandu Sturdza van ascendir al tron de Muntènia i Moldàvia, respectivament. Però l'ambient general estava dominat pel desig de canvi i modernització. Els primers senyors de la terra van iniciar projectes reformistes: la Constitució dels Carbonarisde Ionut Tăutu a partir de 1822, els projectes de reforma promoguts per Eufrosin Poteca en 1827
La crisi oriental de finals del segle xvii va afectar els principats romanesos. Després del retorn al governants de la terra, l'Imperi Rus va estar visiblement involucrat en els assumptes interns de Valàquia i Moldàvia. El 1826, l'Imperi rus va concloure una convenció amb l'Imperi Otomà a Akkerman, un annex de l'antic tractat de pau de 1812, per frenar la capacitat del sultà d'intervenir en els principats.
La convenció d'Akkerman va donar als principats romanesos el dret a disposar de les seves pròpies normes internes. Amb el pretext de no haver complert amb les disposicions d'Akkerman i aprofitar la decadència de l'Imperi Otomà, considerat el «malalt d'Europa», el 1828, l'Imperi Rus li va declarar la guerra altre cop. La guerra fa finalitzar amb la conclusió d'un altre tractat de pau, el tractat d' Adrianòpolis, el 14 de setembre de 1829, que preveia decisions sobre els principats romanesos: concedir autonomia administrativa i financera, abolir les raialede Braila, Giurgiu, Turnu Magurele i el monopoli otomà del comerç, la concessió de la llibertat de navegació al Danubi i el Mar Negre, l'elecció de governants de per vida i l'elaboració de normes per a l'organització i funcionament d'ambdós Països Romanesos.
Després que s'acabés la guerra, els russos es van quedar a Moldàvia i Valàquia, i hi establiren un règim d'ocupació militar. L'Imperi Rus va nomenar governadors russos a càrrec de la gestió de problemes: Fiódor Palen (Pahlen), Piotr Jeltukhin, Pàvel Kissiliov (Kisseleff). Es van establir dues comissions especials per a projectes de llei, que tenien com a secretaris Gheorghe Asachi a Moldàvia i Barbu Ştirbei a Muntènia (Valàquia).
Al març de 1830, el Regulamentul organic es va finalitzar i es va enviar a Sant Petersburg per canviar-lo. Van ser introduïts a Valàquia l'1 de juliol de 1831 i a Moldàvia l'1 de gener de 1832.
Es va introduir el principi de separació de poders a l'estat: el poder executiu es va encomanar al senyor (príncep) el legislatiu a l'Assemblea pública, i al poder judicial als tribunals del comtat i com a instàncies d'apel·lació el senyor i l'Alt Divan. Es van establir els fonaments d'un primerenc règim parlamentari, i de fet el document és una primerenca constitució. A través del Reglament Orgànic, s'ha fet un primer pas important per unificar els principats. El 1834, es van elegir els dos primers senyors "hospodars": Alexandru D. Ghica a Muntènia i Mihail Sturdza a Moldàvia.

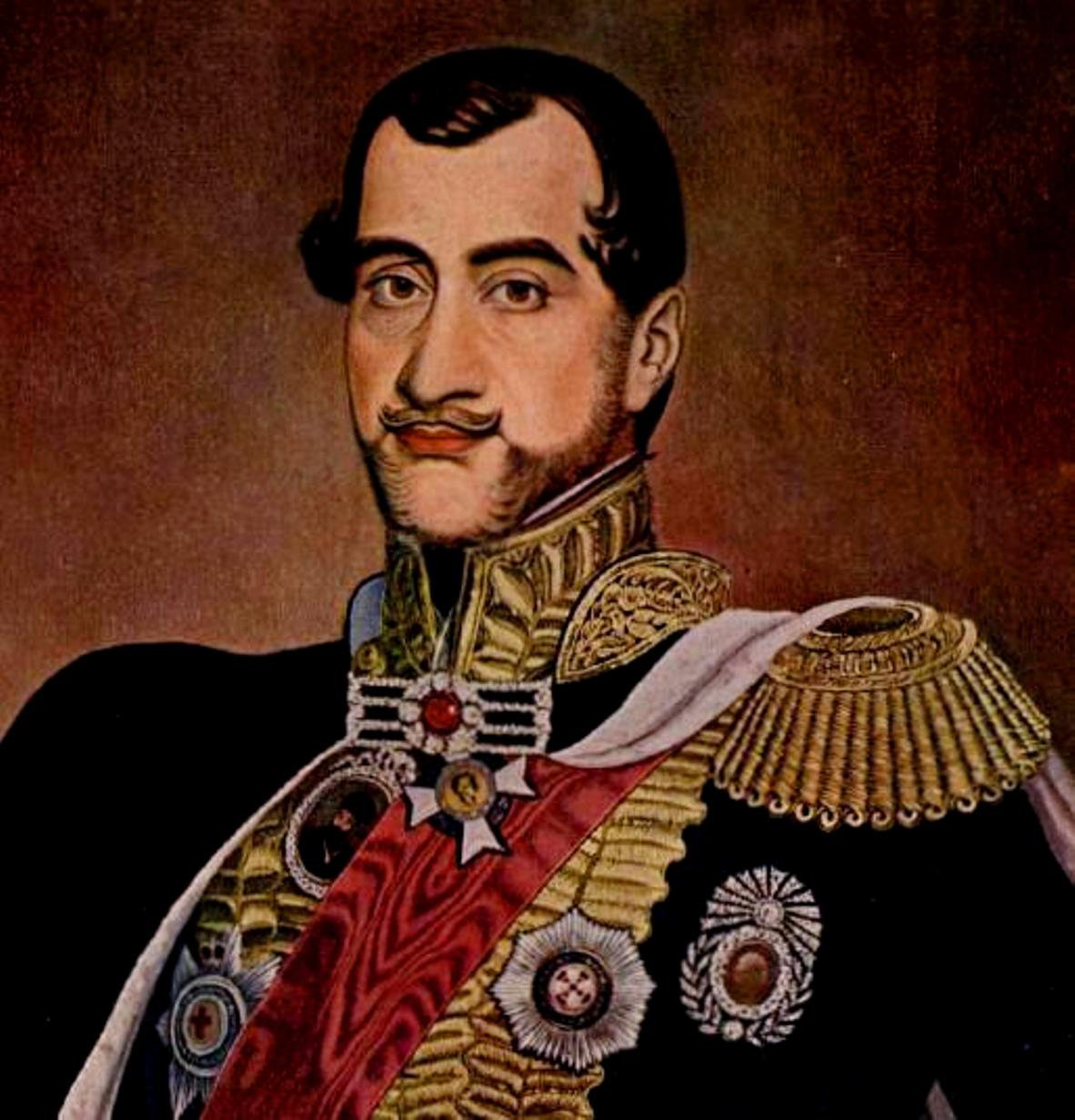
A. D. Ghica
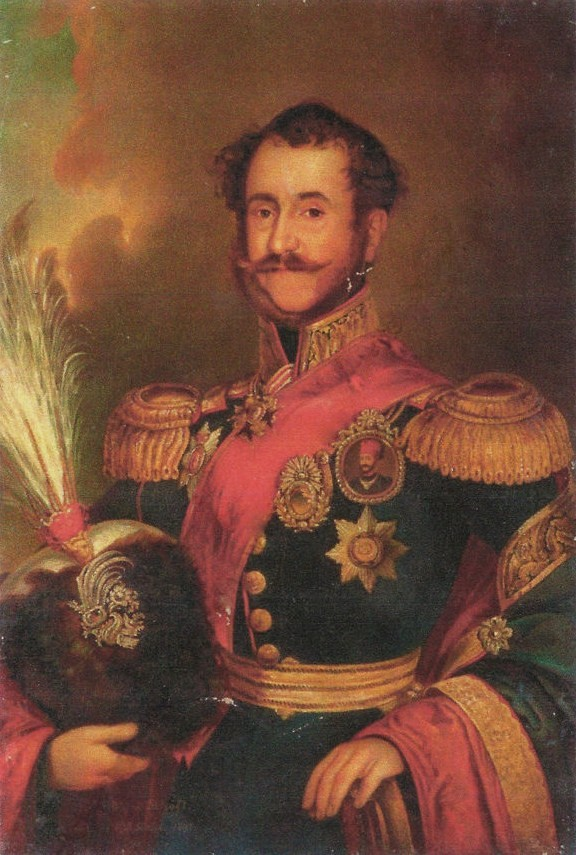
Mihail Sturdza

### La revolució de 1848

#### Els Països Romanesos

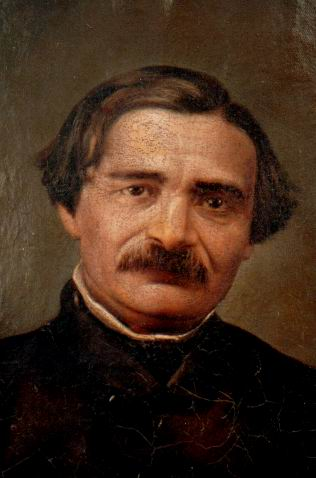
Ion Heliade Radulescu
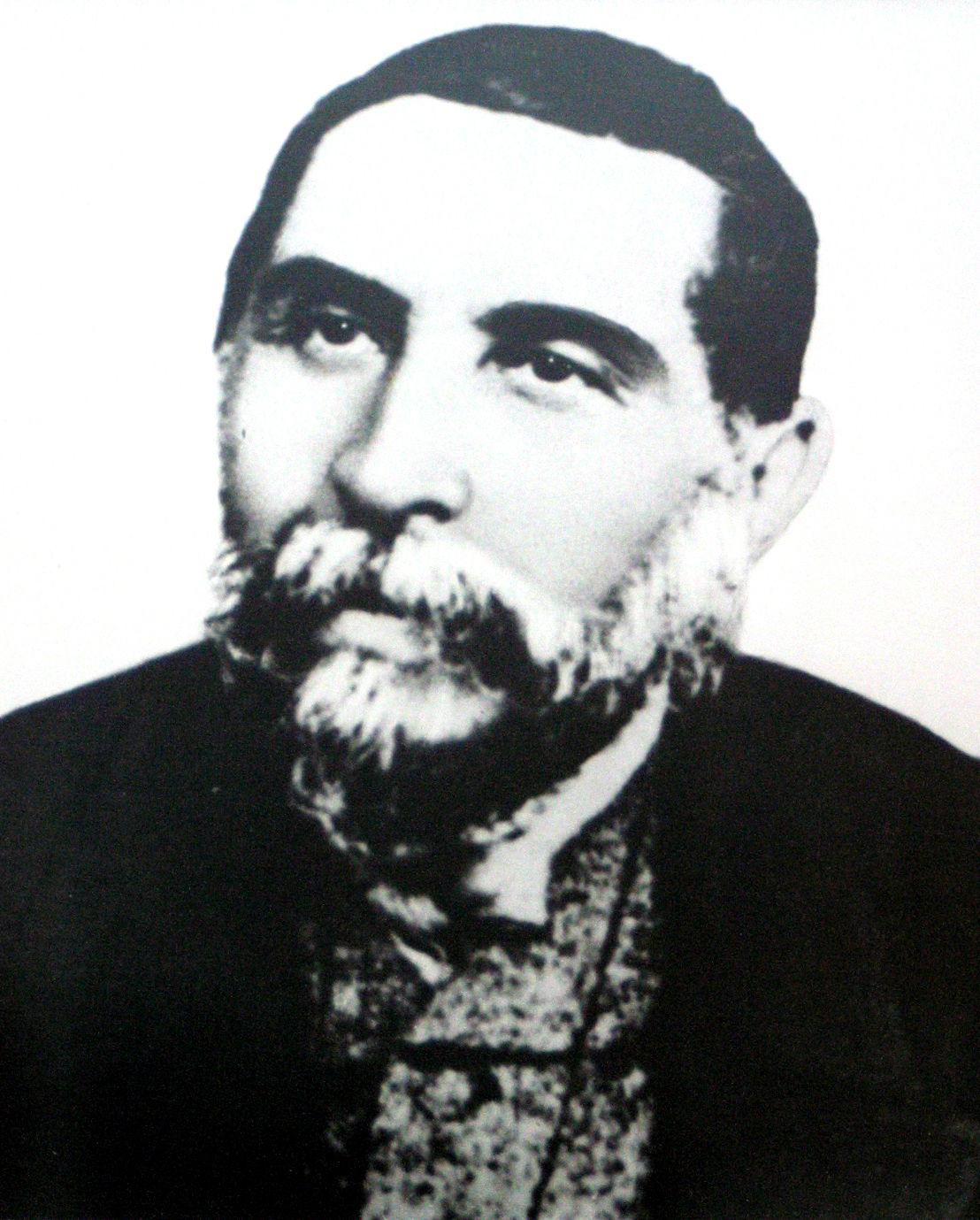
Ion Ghica
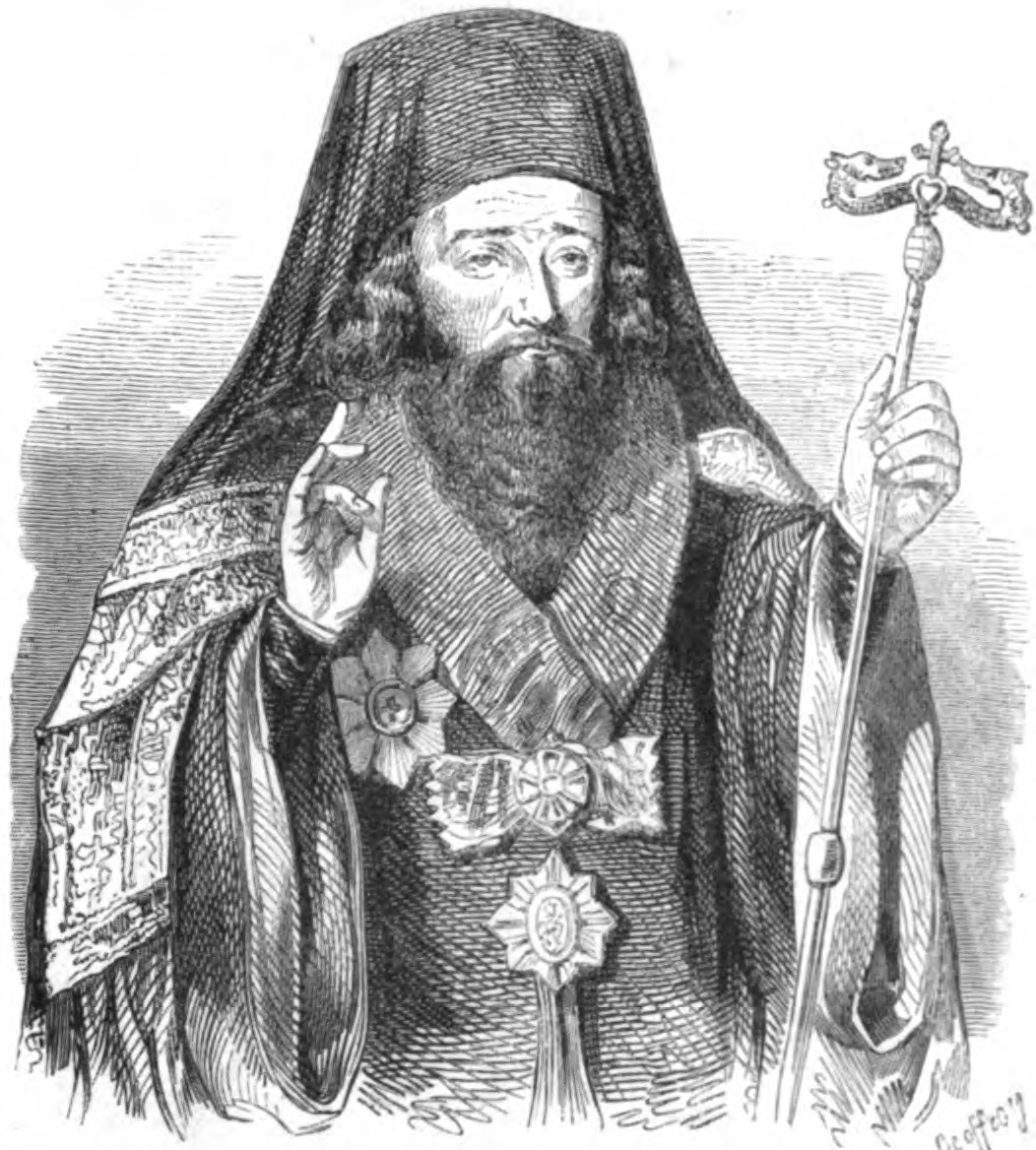
Neòfit
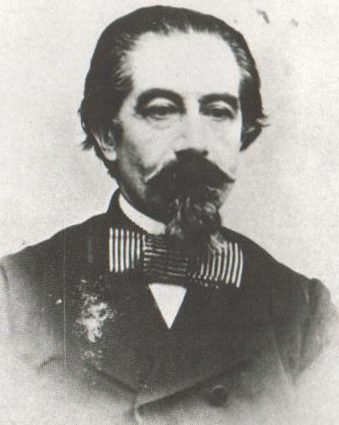
Stefan Golescu
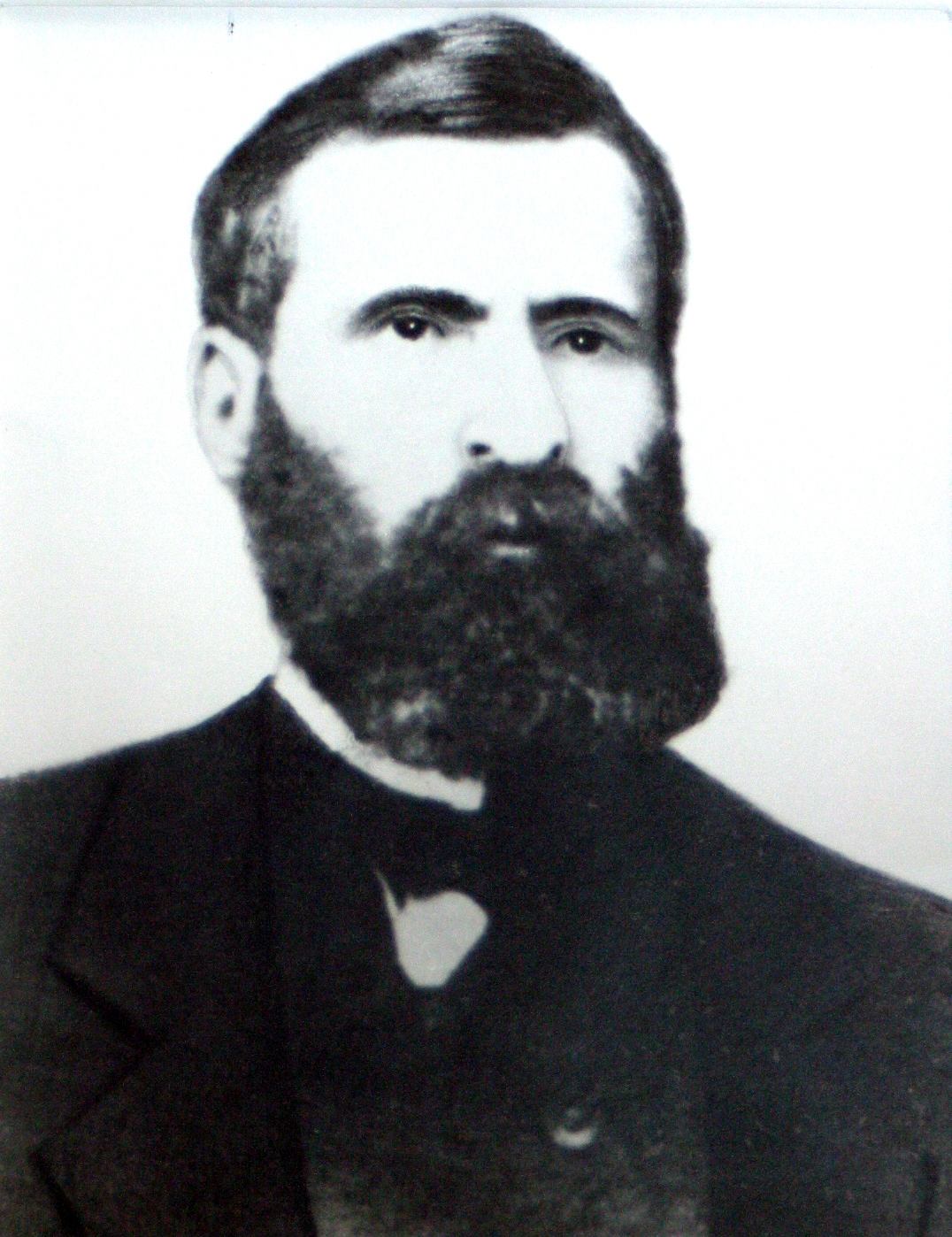
Christian Dir
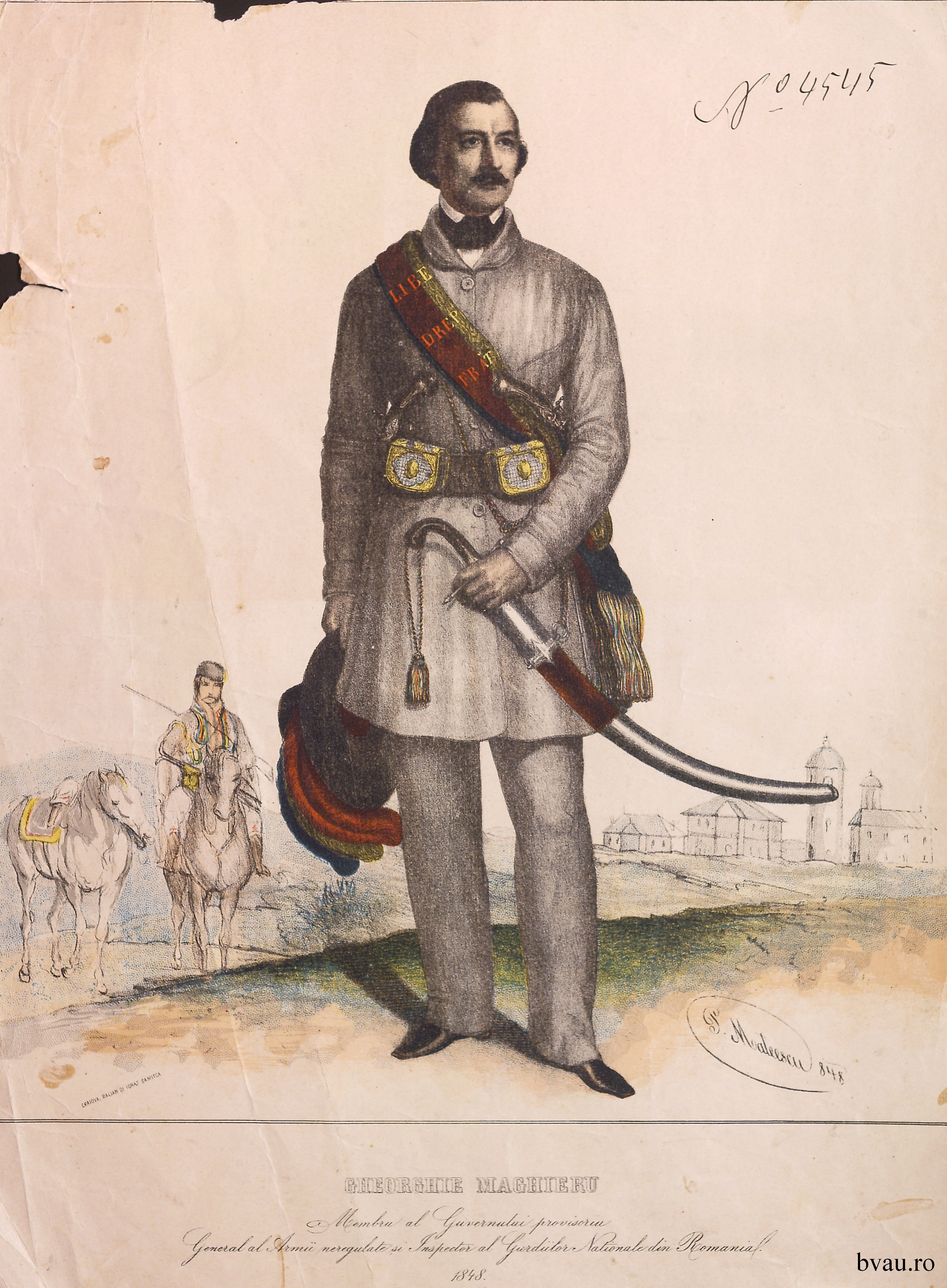
Gheorghe Magheru
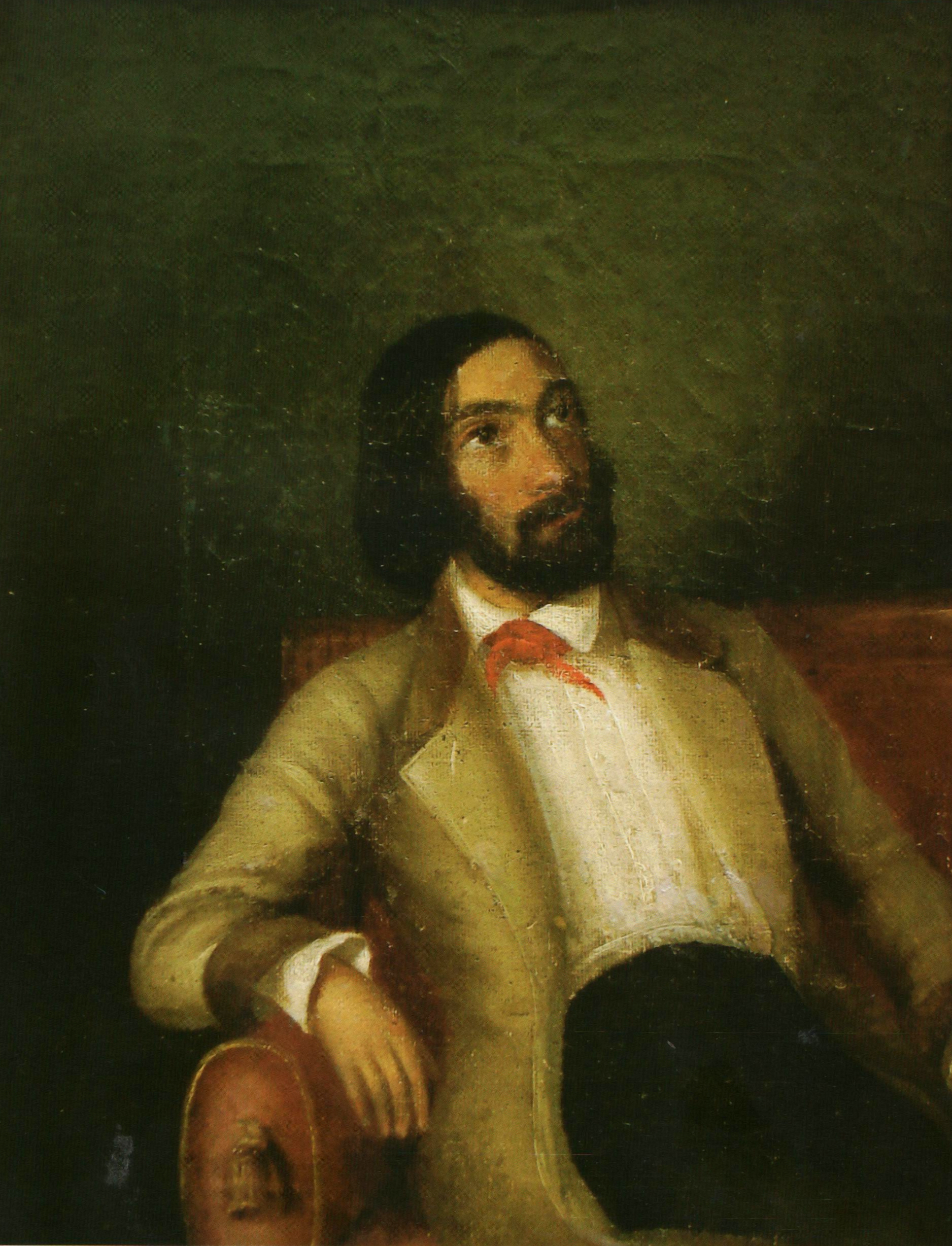
C. A. Roseti
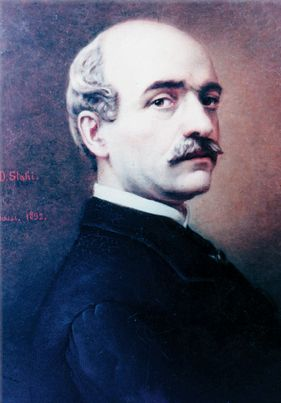
Vasile Alecsandri
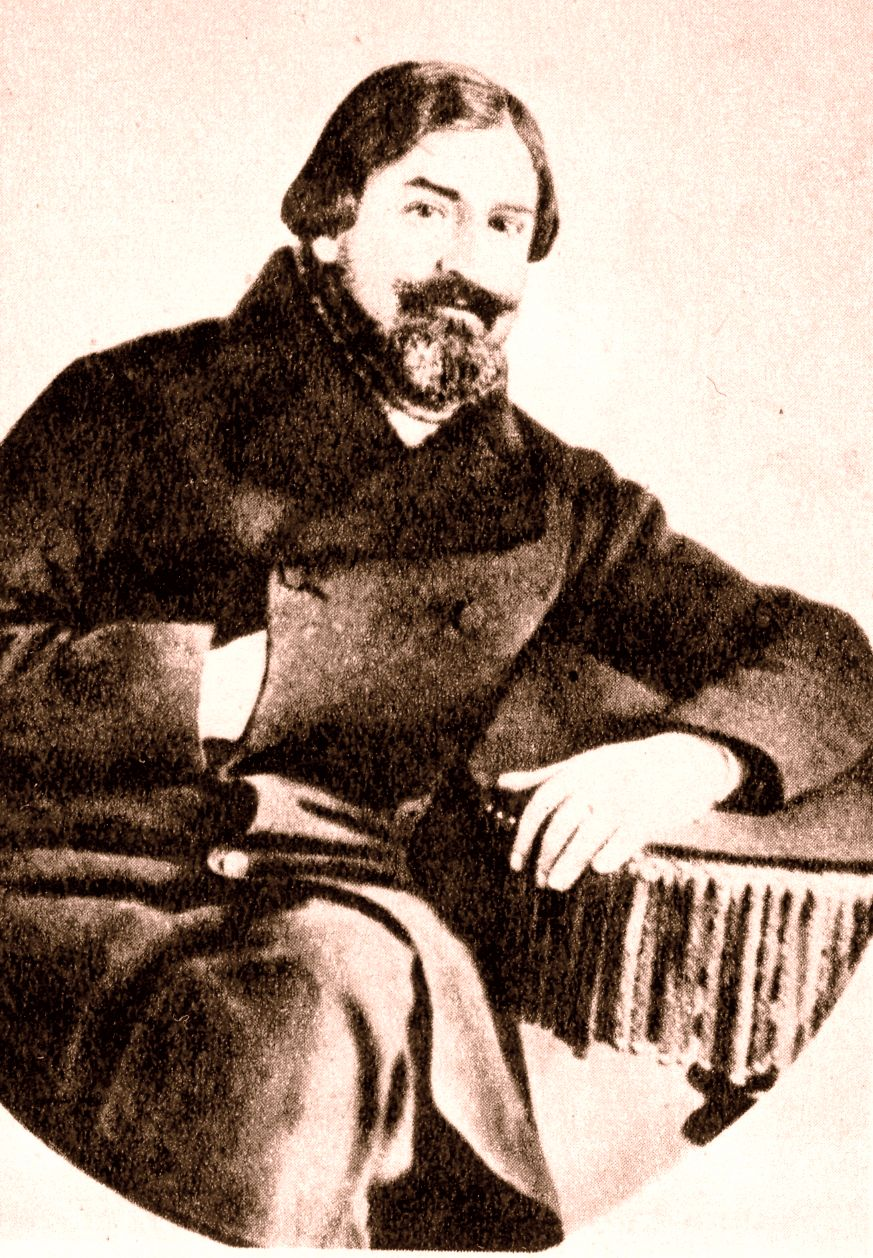
Costache Negri

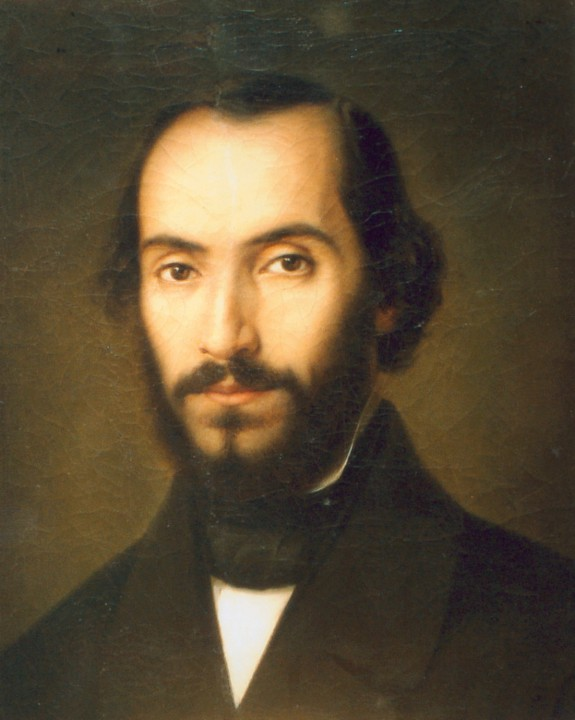
Nicolae Balcescu

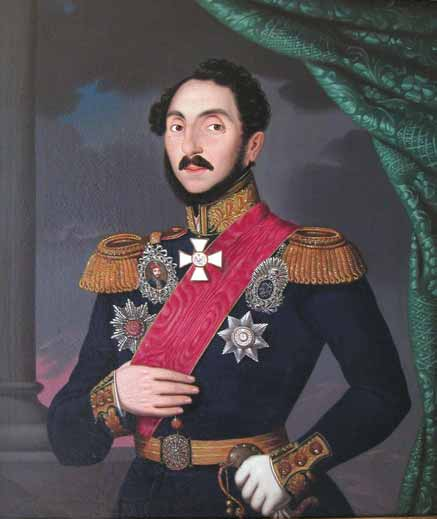
El príncep Gheorghe Bibescu

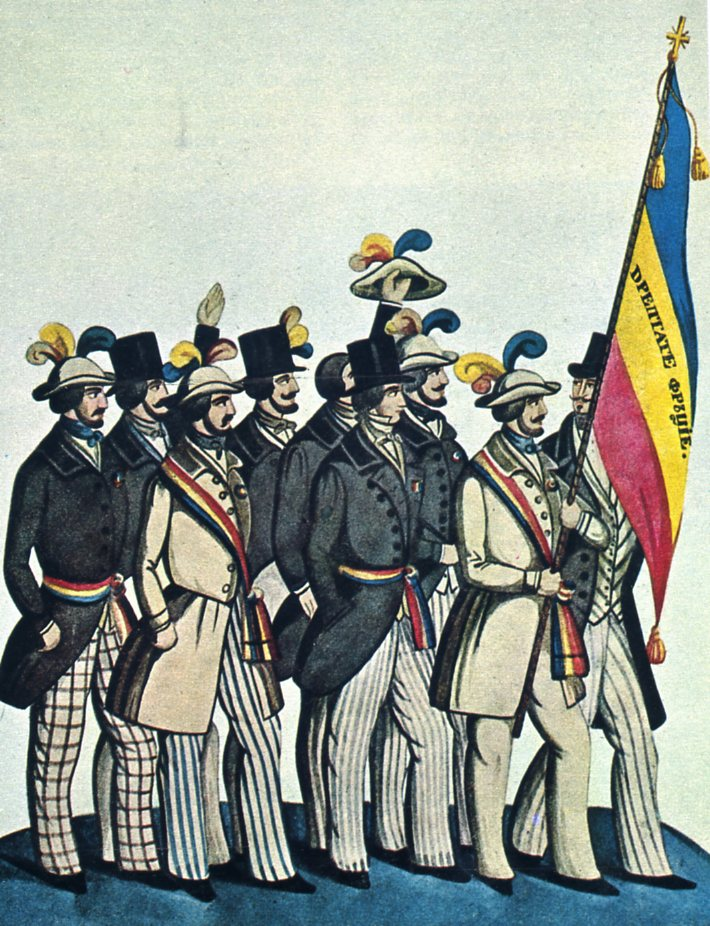
La revolució de 1848

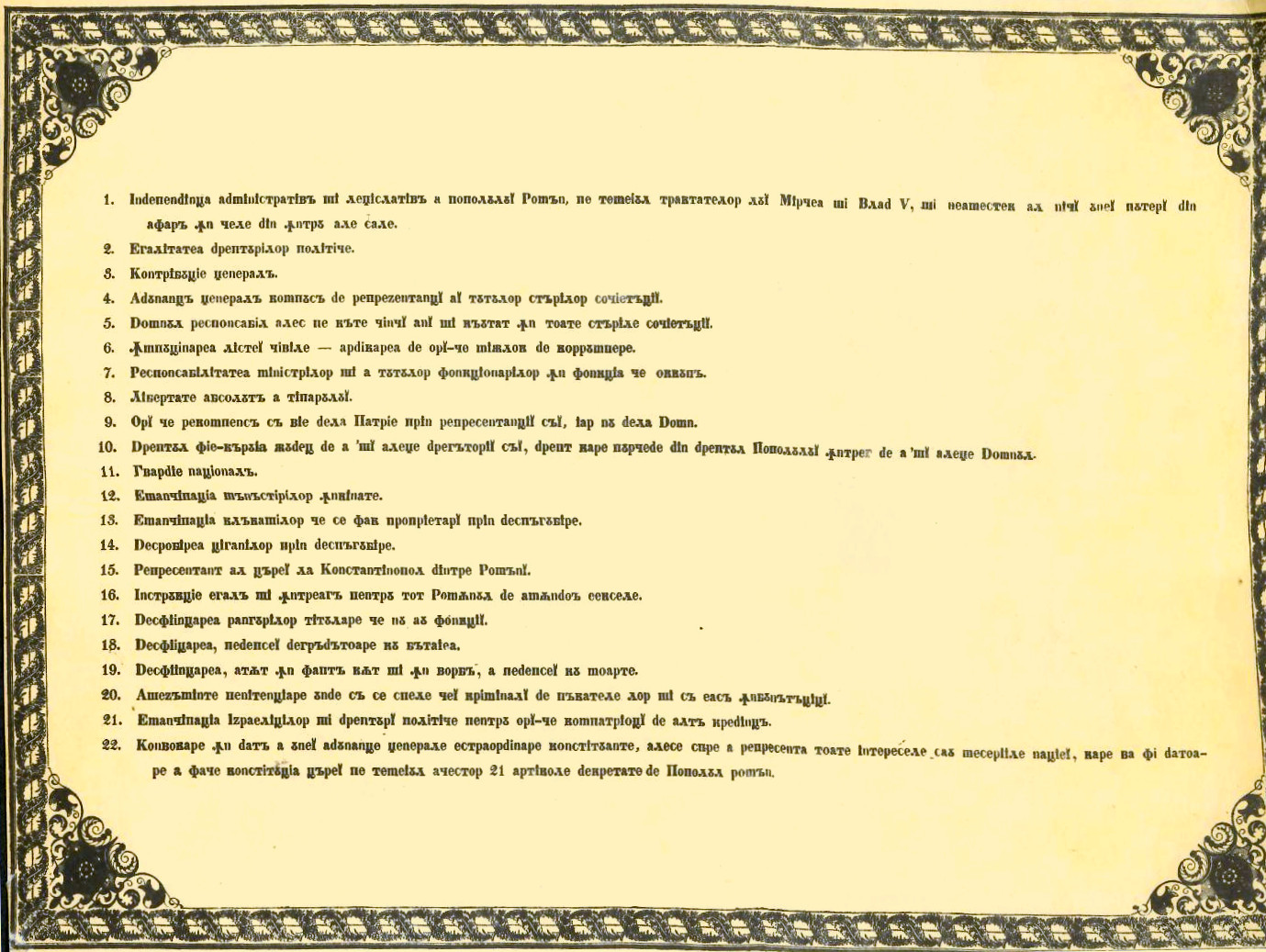
La proclamació d'Islaz (1848)

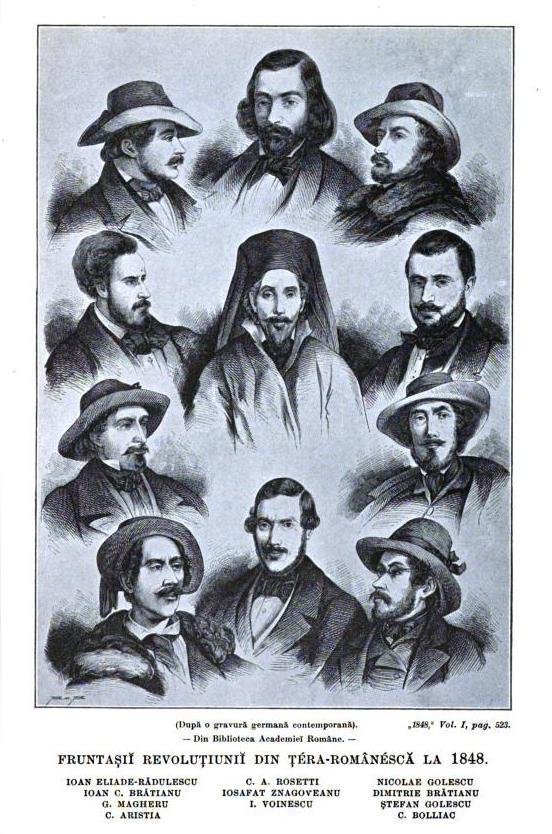
Líders de la Revolució Romanesa del 1848

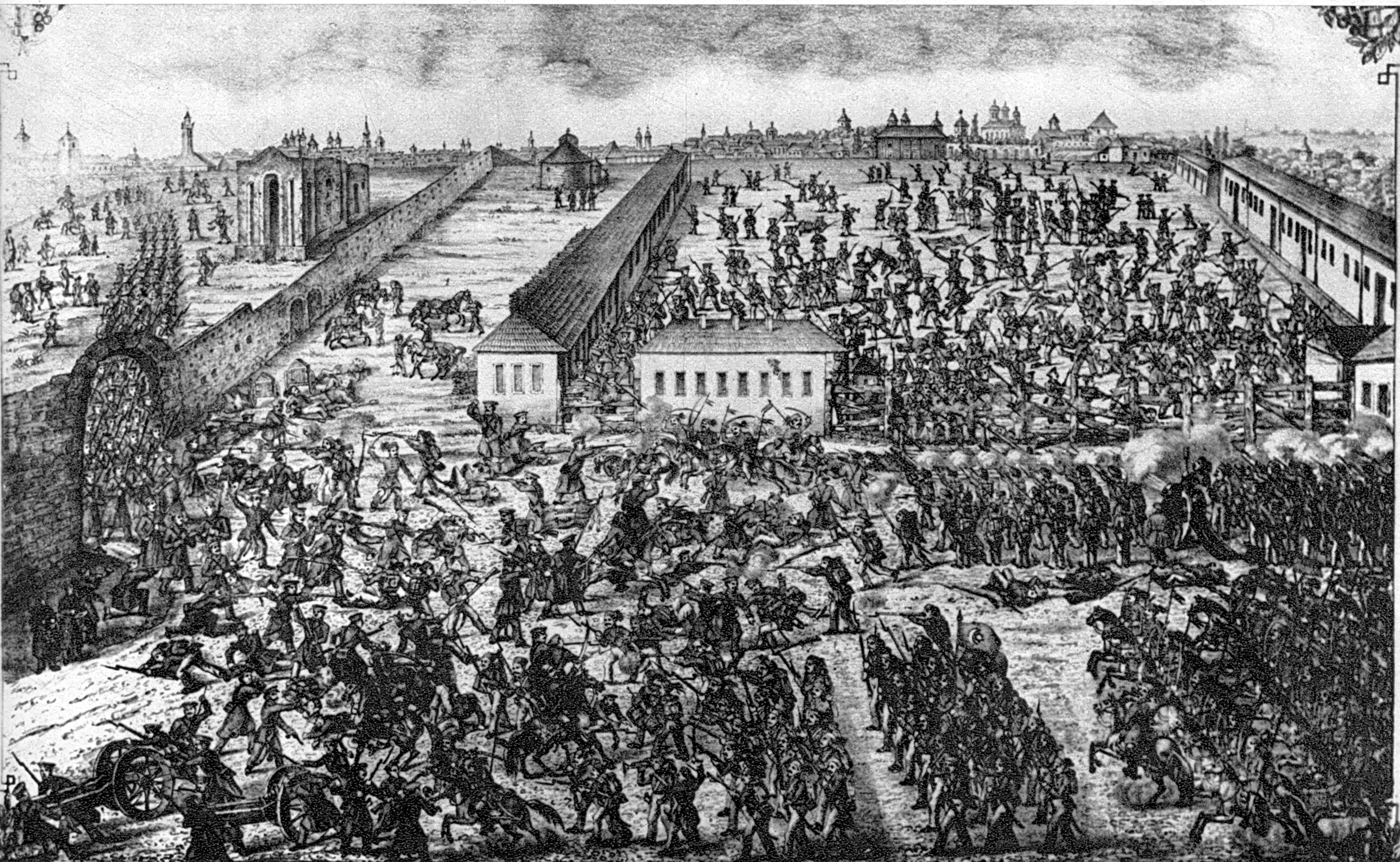
Batalla del Turó Spirii

Com va escriure Nicolae Bălcescu, la revolució romanesa de 1848 fou un fenomen irregular i efímer, sense passat i futur, sense cap altra causa que la coincidència d'una minoria o del moviment general europeu que fos l'ocasió i no la causa de la revolució romanesa. La revolució romanesa fou una part integrant de les revolucions europees seguint el model francès, un model que va tenir repercussions a tot el continent. Els principis de les llibertats dels ciutadans s'havien convertit en llibertats nacionals, especialment a Europa central i la península Balcànica.
En l'espai romanès, la revolució es va dur a terme sota unes condicions en què moltes parts de l'actual Romania i Moldàvia estaven sota domini estranger: Transsilvània i Bucovina estaven governades pels Habsburg, Moldàvia estava sota protectorat rus i Muntènia estava sota sobirania otomana. L'objecte de la revolució era social, polític i nacional. A Valàquia, les accions revolucionàries van comportar diversos esdeveniments. En tornar de París, Bălcescu representava un dels senyals de l'esclat del moviment, junt amb la societat secreta "Frăția" ("Fraternitat", "Germanor")
Va formar un comitè revolucionari amb 13 membres, per organitzar la revolució a tot el país. A causa de la repressió iniciada per Gheorghe Bibescu, els revolucionaris van actuar al país. Al 9/21 de juny Ion Heliade Rădulescu va presentar la proclamació d'Islaz, enfront d'una multitud que reivindicava els seus drets i llibertats. Es va elegir un govern provisional. Bucarest va ser el teatre principal de l'acció. Conscient de la pèrdua de suport militar, atès que molts oficials estaven involucrats en el moviment revolucionari, Bibescu va ser persuadit a signar el text de la Proclamació d'Islaz, que es convertia en una nova constitució, i va reconèixer el nou govern. Al 13/25 de juny va abdicar i va fugir a Brașov.
El lideratge va ser assumit pel govern liderat pel metropolità Neòfit, que va enfortir la seva posició interna, promovent reformes com l'abolició dels privilegis dels boiars, la igualtat de drets per als ciutadans, l'abolició de la censura i l'establiment de noves institucions com el govern provisional, els comitès de propaganda i la guàrdia nacional. El gabinet volia incloure el camp radical i moderat, amb n Heliade Rădulescu, Nicolae Golescu, Ștefan Golescu, Christian Tell, Gheorghe Magheru que es van fer càrrec de l'exèrcit, C.A. Rosetti, Nicolae Bălcescu i Ion. C. Bratianu. El 15 de juny es va convocar l'Assemblea de Filaret.
Les idees revolucionàries circulaven lliurement en ambdós Països Romanesos; a favor de la unió hi havia el diari "Pruncul Român", on C.A. Roseti va publicar un manifest a Moldàvia. El govern provisional hagué de fer front a accions contrarevolucionàries. El grans boiars va arrestar els membres del govern, espantats per les disposicions de la Proclacmació sobre l'alliberament dels camperols. Amb el suport d'Ana Ipătescu, la filla d'un comerciant, els membres del govern van ser alliberats. Les potències estrangeres no podrien acceptar la direcció de la revolució.
A Moldàvia, el moviment revolucionari era pacífic i peticionari. Al març de 1848, Vasile Alecsandri va redactar la "Petició dels boiars i notables moldaus". Amb coneixement de Mihail Sturdza, es van promoure idees moderades. Però espantat per la direcció de la revolució, Sturdza va decidir arrestar els governants de la revolució i enviar-los a la Sublim Porta. Però van comprar la seva fugida i es van refugiar a Transsilvània.
A Brașov es va elaborar el document Prinţipiile noastre pentru reformarea patriei ("Els nostres principis per reformar la pàtria"). Vasile Alecsandri va publicar el fullet În numele Moldovei, a omenirii și a lui Dumnezeu ("En nom de Moldàvia, de la humanitat i de Déu"). Des de Transsilvània, els caps de la revolució van fugir cap a Bucovina. A Cernăuţi, Vasile Alecsandri, Mihail Kogălniceanu, Alexandru Ioan Cuza, Costache Negri i Iulia Cuza es van reunir per redactar les Dorințele partidei naționale în Moldova ("Desitjos del partit nacional a Moldàvia") a l'agost, complementades per un esborrany constitucional, amb un caràcter radical per a la igualtat cívica i política, la tinença de la terra dels camperols i la unió amb Valàquia.
A l'estiu de 1848, les grans potències van decidir posar fi a la revolució: l'Imperi Rus a Moldàvia, l'Imperi Otomà a Valàquia. El 13 de setembre, els soldats de Fuat Paixà van entrar a la capital; es van produir enfrontaments al turó de Spirea ("Dealul Spirii" en romanès), on van morir comandants romanesos com Pavel Zăgănescu.

#### Transsilvània

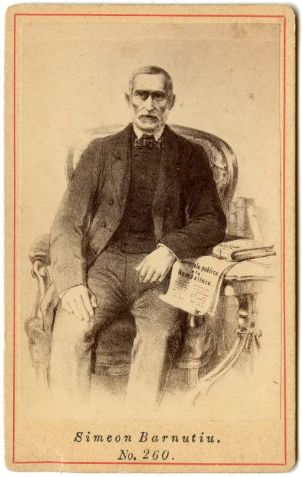
Simion Barnutiu
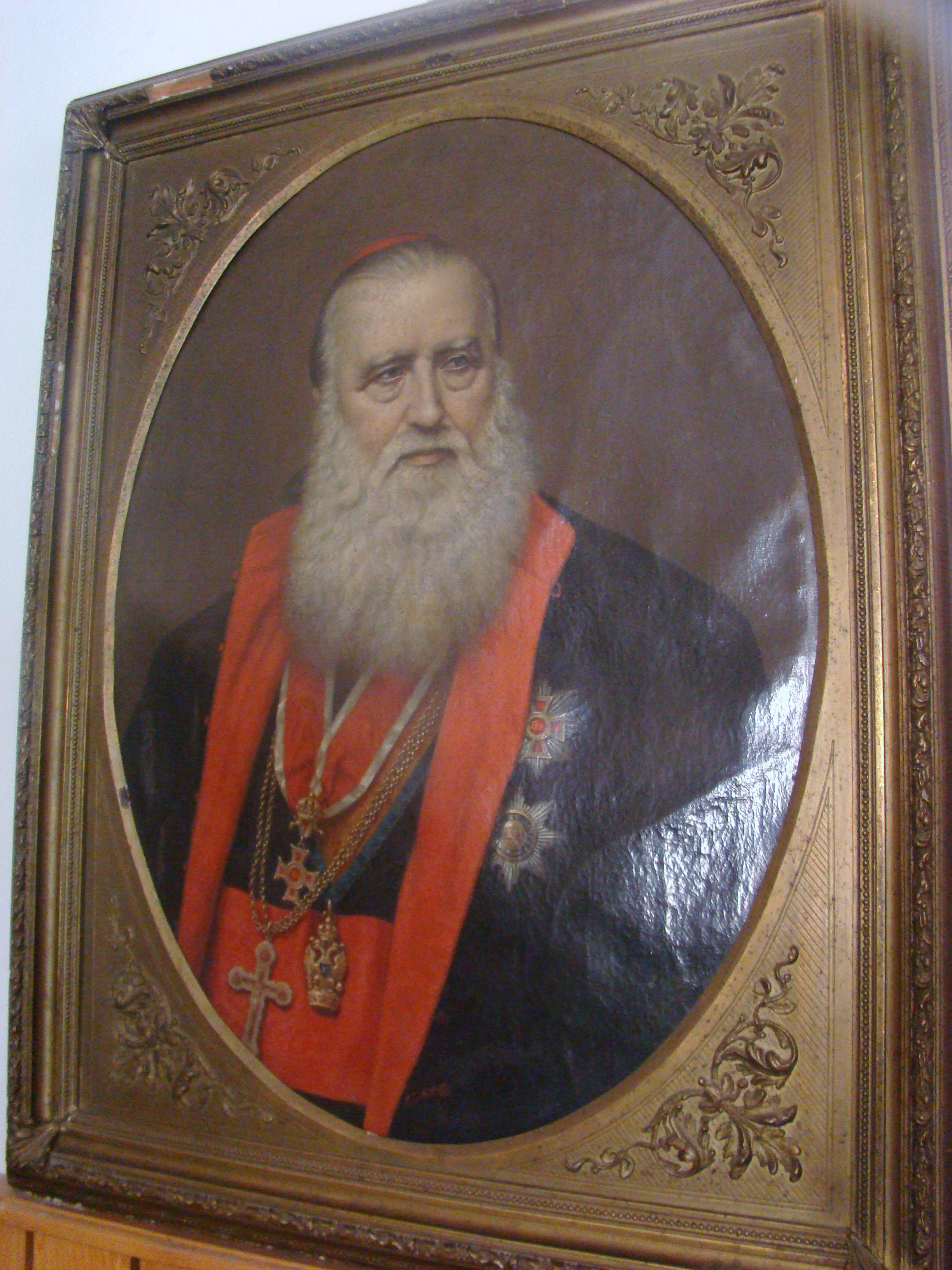
Andrei Șaguna

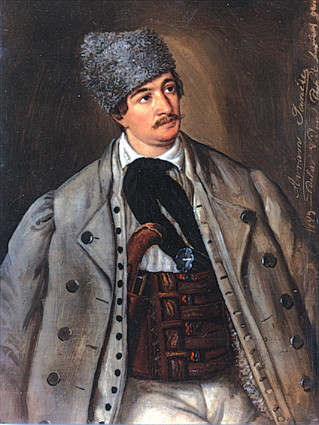
Avram Iancu

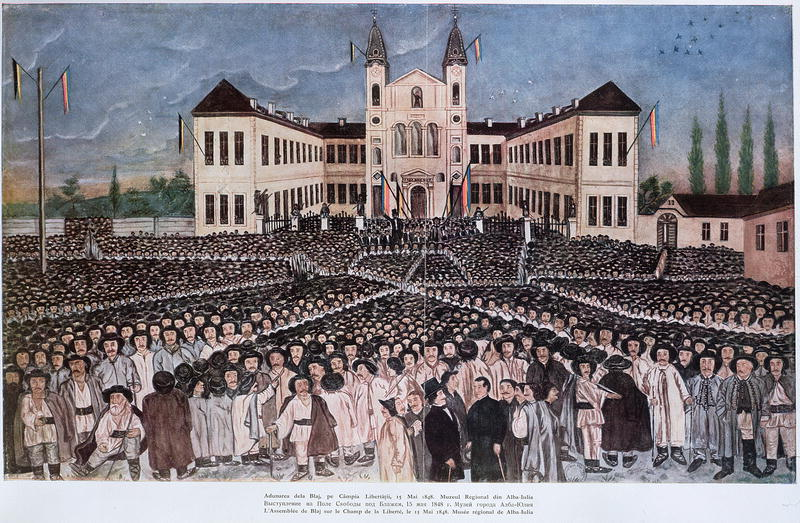
L'assemblea de Blaj

A la primavera de 1848, una sèrie d'intel·lectuals com Simion Bărnuţiu, Aron Pumnul i molts altres van escriure nombroses memòries i es van manifestar rebutjant la unió de Transsilvània amb Hongria i promovent els drets i llibertats dels romanesos. La Gazeta de Transilvania dirigida per George Bariţiu va donar suport a la unió a canvi de la garantia de la llengua i la cultura romanesa. Els principis generals i el programa d'accions revolucionàries es van presentar davant la multitud reunida a Blaj el 15 de maig de 1848. 40.000 persones, encapçalades pel bisbe ortodox Andrei Șaguna i el primat catòlic Ioan Lemeni, van escoltar la declaració d'independència de la població romanesa a Transsilvània.
El 3/16 de setembre, també a Blaj, es va convocar una reunió popular, que aplegà 60.000 homes armats que no acceptaven la unió de Transsilvània amb Hongria, exigien l'autonomia de la província i el final de la repressió. Determinats per la intransigència de la noblesa hongaresa, els representants transsilvans de Romania fins i tot van recolzar un possible acostament amb l'Imperi dels Habsburg creant un estat autònom romanès al cor de l'imperi. Va ser fins i tot la unió de les tres províncies sota el domini austríac. A la tardor de 1848, es va aplicar el principi de reorganització de Transsilvània, amb la creació de prefectures i legions, institucions d'autogovern nacional. A les muntanyes Apuseni, Avram Iancu va organitzar una resistència militar contra la invasió dels Habsburg.
A l'hivern, es van intensificar els esforços dels revolucionaris transsilvans, de Bucovina i Banat per a la constitució d'un bloc romanès.
Al març de 1849, Transsilvània estava sotmesa a l'exèrcit hongarès, però el nucli de la resistència es mantenia a l'Apuseni, i l'exèrcit de Iancu aconseguia victòries a Abrud i Mărişel. Es va tractar d'establir contactes entre el camp dels partidaris de Lajos Kossuth i el partidaris de Transsilvània, dirigits per Avram Iancu, defensant un projecte de pau. El dia 16/28 de juliol de 1849, es va votar la llei de nacionalitats, que atorgava drets als romanesos. L'agost de 1849, prop d'Arad, l'exèrcit hongarès va capitular. Els austríacs havien demanat a les legions romaneses que deposessin les seves armes. La revolució ja havia acabat.

### La unió dels principats el 1859

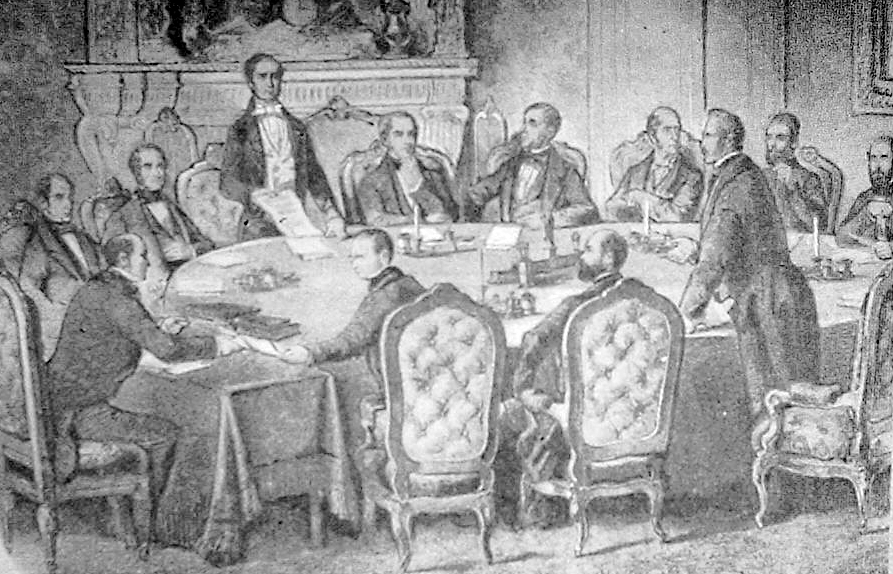
Tractat de París (1856)

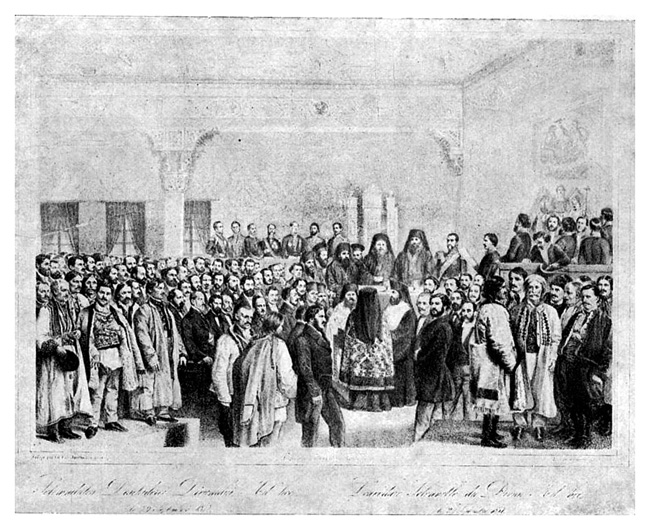
El Comitè Ad Hoc, 1857

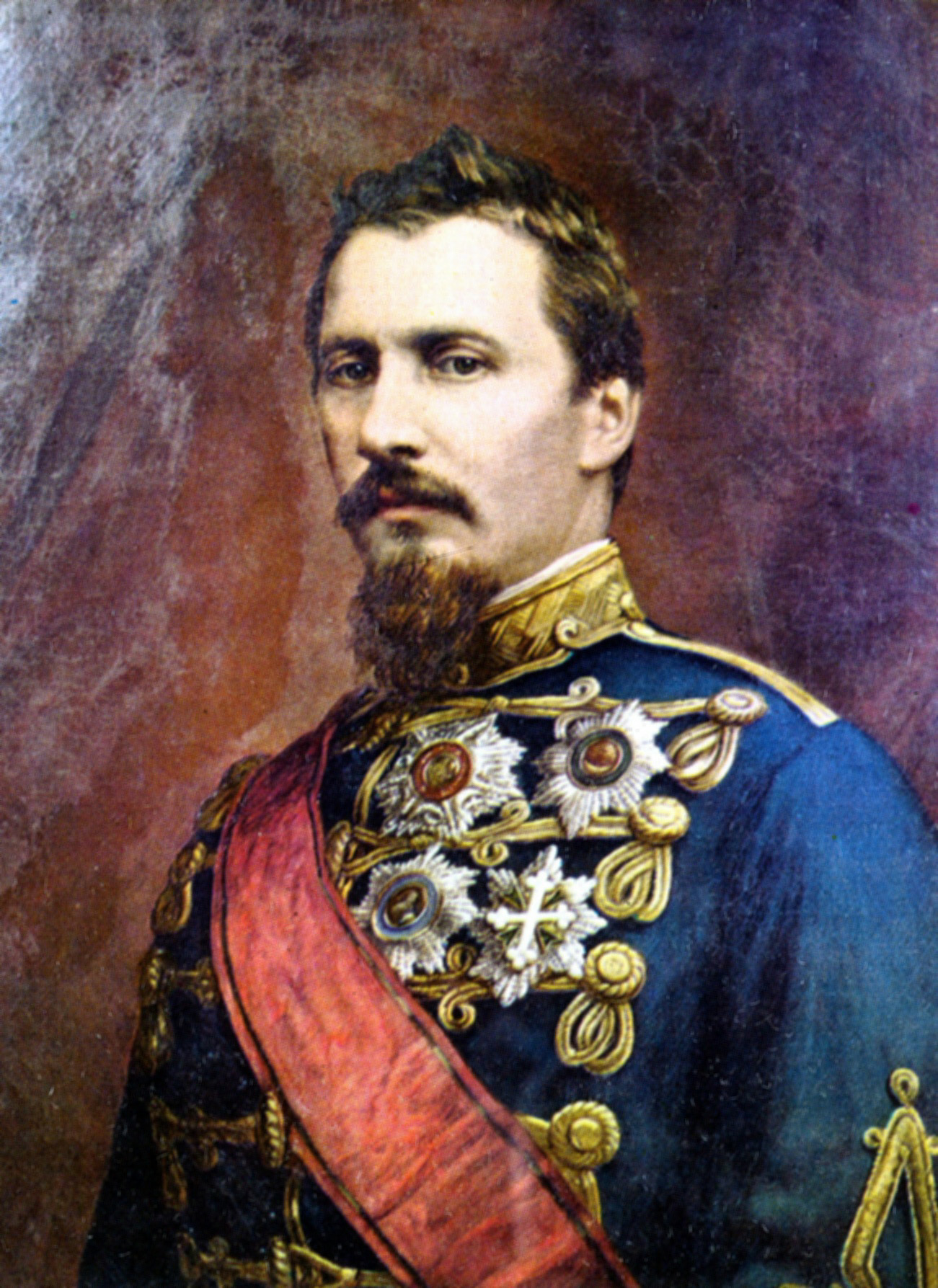
Al.M'. Cuza

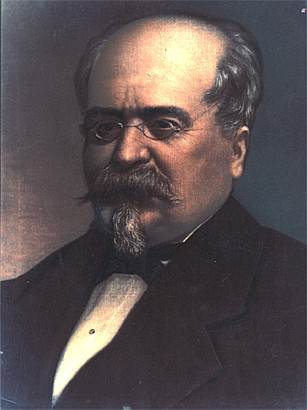
Mihail Kogalniceanu

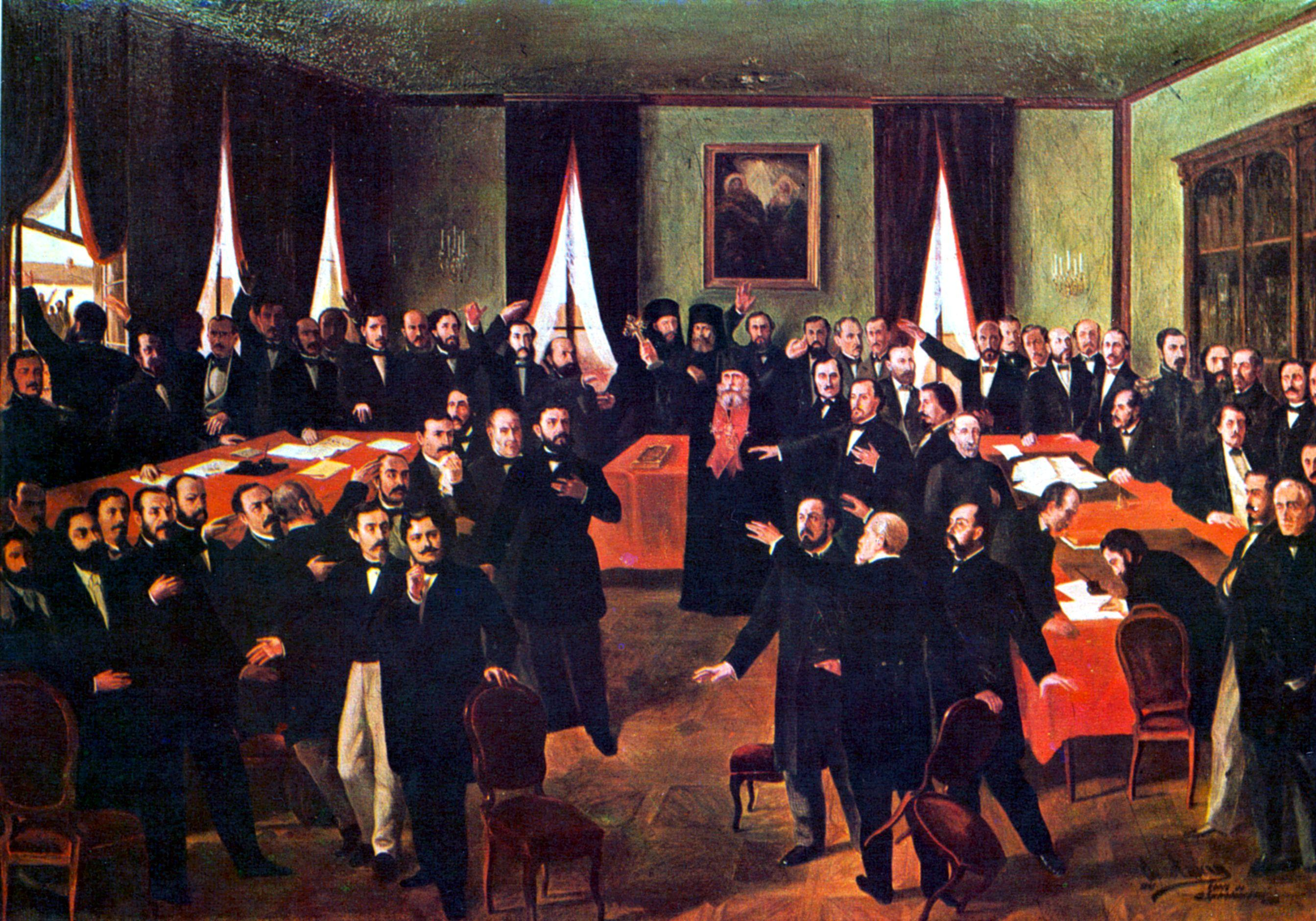
Proclamació de la Unió

Després del tractat de Balta Liman el 19 d'abril / 1 de maig de 1849, l'Imperi Otomà i l'Imperi Rus van nomenar nous governants: Barbu Ştirbei a Valàquia i Grigore Ghica a Moldàvia. El final de la guerra de Crimea de 1853-1856, que va suposar la derrota de l'Imperi Rus a mans de l'Imperi Otomà, recolzat per l'Imperi Francès, l'Imperi Britànic i el Regne de Sardenya, va oferir un context internacional favorable a la unitat dels principals.
A la conferència de pau de París, el 18/30 de març de 1856, es va decidir que els principats romanesos romandrien sota sobirania otomana, però gaudirien de la protecció col·lectiva de les grans potències. Es va decidir celebrar eleccions a través d'assemblees consultives ad-hoc, per a cada principat, que podrien pronunciar-se sobre la futura organització. Per tal de coordinar les seves accions, es va crear un Comitè Central de la Unió. Els senyors nomenats a través de la convenció de Balta Liman van completar el seu mandat. La Porta va nomenar dos caimacan-senyors, que tenien la tasca de preparar les eleccions.
A l'octubre de 1857, a Bucarest i a Iași, es van obrir les dues assemblees ad-hoc, a través de les quals només van participar els grans boiars i el clergat amb vot directe, mentre que els camperols i la petita noblesa assistien amb delegats. Ambdues assemblees van votar resolucions sobre la unió, el nom del futur estat-Romania, i la idea de l'establiment d'una monarquia estrangera. Les propostes van ser enviades a París i, després de llargues converses, es va signar el conveni de París els dies 7/19 d'agost de 1858, que donava als principats una organització definitiva. El nou estat va rebre el nom de Principats Units de Moldàvia i Valàquia, amb dos senyors del territori, dos governs, dues capitals i dues assemblees legislatives. Es van nomenar comissions temporals-caimacans per supervisar l'elecció de noves assemblees legislatives per triar el nou governant.
El 5/17 de gener de 1859, Alexandru Ioan Cuza va guanyar. A Valàquia, el 24 de gener/5 de febrer de 1859, Alexandru Ioan Cuza va guanyar tothom. Alexandru Ioan Cuza havia estat objecte de doble elecció, la qual cosa era una solució enginyosa per aplicar a la unió, i no contravenia el Conveni de París. Alexandru Ioan Cuza era descendent d'una família de dignataris; havia estudiat a París i havia participat en la revolució de 1848. Detingut i portat a Viena, però alliberat pels britànics, va ser nomenat ministre de guerra de Moldàvia, i va representar Galați al diwan de Iași.
El reconeixement oficial de la unió fou posterior. A la conferència celebrada a Constantinoble el 22 de novembre/1 de desembre de 1861, el sultà va emetre un decret. La capital del nou estat es va establir a Bucarest, i el 24 de gener de 1862 només funcionaven un govern i un parlament.
A causa d'una reforma agrària presentada pel nou govern, la tensió va augmentar, i, el 14 maig de 1864, Cuza va fer un cop d'Estat,que va coincidir amb el moment en el qual els conservadors volien imposar un vot de censura. Kogălniceanu va llegir al Parlament la decisió del monarca de dissoldre'l, i després Cuza va introduir una nova constitució, titulada "Statutul dezvoltător al Convenţiei de la Paris" ("Estatut desenvolupador de la Convenció de París").per a la seva aprovació es va dur a terme un plebiscit entre el 10/22 i el 14/26 de maig de 1864. El "sí" va rebre 682.621 vots, 1.307 vots van anar a parar al "no" i hi va haver 70.220 abstencions. El nou règim va aprovar la seva pròpia versió de "Legea Rurală", va imposar la reforma agrària, i va acabar amb les corvees. Això es va aconseguir a través de les discussions d'agost de 1864, al novament establert Consell de l'Estat, on la llei va rebre el suport de Kogălniceanu, Bolintineanu, George D. Vernescu, Gheorghe Apostoleanu i Alexandru Papadopol Callimachi, entre d'altres. El 16 de juny de 1866 es va signar l'Acta Extraordinària de la Convenció del 7 d'agost de 1858, per la qual fou reconeguda l'autonomia del país.
El 1860, es van establir universitats a Iași i Bucarest; van ser aprovdes per un decret escrit per la poeta Dimitrie Bolintineanu. L'agost de 1864 es va publicar la llei rural, acompanyada d'una proclamació als vilatans, l'autor del qual era Mihail Kogălniceanu, per la qual s'abolien les corvees. Es va redactar el codi civil i el codi penal i la llei de l'educació primària obligatòria. Es va organitzar l'exèrcit nacional.
Analitzant el conjunt d'esdeveniments, alguns dels quals són veritablement revolucionaris, es pot dir que sota el regnat d'Alexandru Ioan Cuza es van establir els fonaments de l'estat unitari romanès modern. No hi ha pràcticament cap camp d'activitat econòmica, social, política, cultural, administrativa o militar al país on Cuza no aportés millores i renovacions organitzatives basades en els nous requisits de l'era moderna.
Però tement que el príncep establís un règim personalista, molts polítics liberals i conservadors van ordir un complot, i formaren la "monstruosa coalició", en romanès monstruoasa coaliție. Comptaven amb el suport d'una part de l'exèrcit. L'11 de febrer de 1866, el príncep es va veure obligat a abdicar. Després de signar el decret sobre l'esquena d'un dels conspiradors, es va vestir amb roba de civil i va abandonar el palau.
Es va establir una regència composta per Lascăr Catargiu, Nicolae Golescu i el coronel Nicolae Haralambie per part de l'exèrcit. El lideratge governamental va tornar a Ion Ghica; a continuació, el Senat i la Comissió van proclamar com a rei Felip de Flandes; la casa reial belga, però no va acceptar la corona. El nomenament d'un nou sobirà no es va resoldre fins que Carles de Hohenzollern-Sigmaringen va acceptar d'esdevenir príncep de Romania, el 10 de maig de 1866. La proclamació del príncep Carles I i l'aprovació de la Constitució de 1866 es van dur a terme mitjançant un plebiscit, amb resultats similars (més del 99% de vots a favor) al de maig de 1864.
L'any següent, l'emperador Francesc Josep va donar Transsilvània a Hongria. Posteriorment, després del resultat de la guerra russoturca (1877-1878) i el tractat de San Stefano, Romania es va convertir en un regne independent. El 1918, Transsilvània i Bessaràbia van ser finalment annexades a l'estat romanès.